# Le Marais

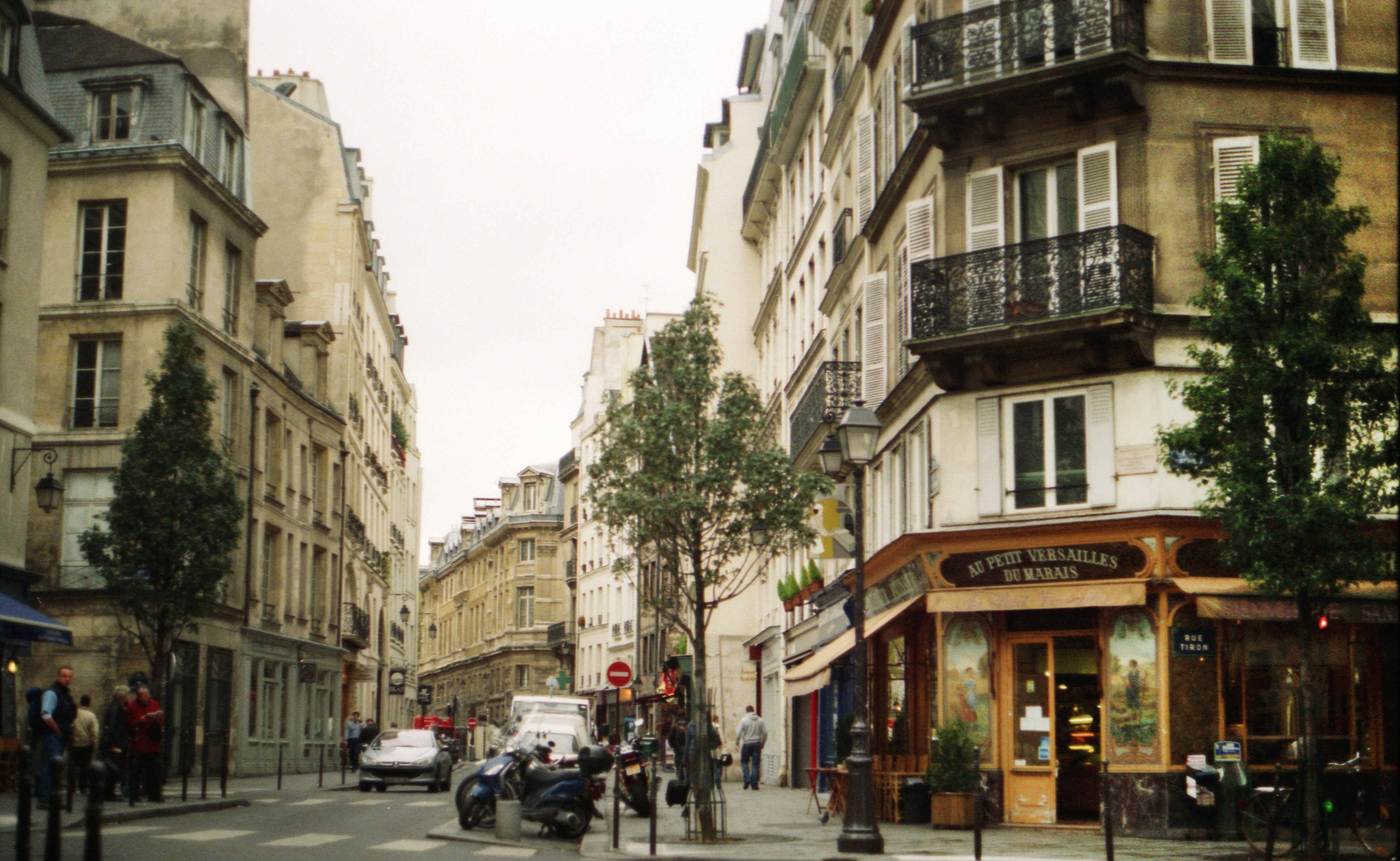
Rue François-Miron

Le Marais (z francouzského le marais = bažina, močál) je historická městská čtvrť v Paříži na pravém, severním břehu řeky Seiny. Rozkládá se na území dnešního 3. a 4. obvodu. Čtvrť ohraničují dnešní ulice Rue du Renard a Rue Beaubourg na západě, které ji oddělují od historické čtvrti Beaubourg, na severu tvoří zhruba hranici Rue Réaumur a Rue de Bretagne, na východě Boulevard Beaumarchais a Place de la Bastille a na jihovýchodě Boulevard Henri-IV. Jižní hranici tvoří řeka Seina. Podélnou osou čtvrti je Rue Saint-Antoine.
Dnešní centrální čtvrť byla původně bažinatá oblast za městem, během 13. století zčásti vysušená a opevněná. V 17. století se stala módní čtvrtí šlechty, která si zde stavěla městské paláce, z nichž se mnohé dochovaly do dnešních dnů. Od poloviny 18. století se však pařížská elita postupně přesouvala odtud do předměstí Saint-Honoré a Saint-Germain, které nabízely více prostoru. Po Velké francouzské revoluci byla čtvrť obydlena převážně řemeslníky, obchodníky a staré paláce byly přeměňovány na dílny a byty. V 19. století čtvrť bez výrazných zásahů přestála modernizaci Paříže vedenou prefektem Haussmannem, čímž si ponechala svůj původní architektonický vzhled, takže čtvrť tvoří převážně menší ulice. V roce 1969 byl zahájen program obnovy a revitalizace městských částí a čtvrť prošla od té doby rozsáhlou rekonstrukcí. Dnešní Marais se vyznačuje vysokou koncentrací muzeí, soukromých galerií a městských paláců, přesto se zde i nadále udrželo mnoho dílen a menších podniků. Nejvýznamnější zdejší institucí je Francouzský národní archiv, který sídlí v srdci čtvrtě v komplexu několika paláců vzájemně propojených novostavbou z 80. let 20. století. Marais je rovněž místem pařížské židovské, čínské a homosexuální komunity.

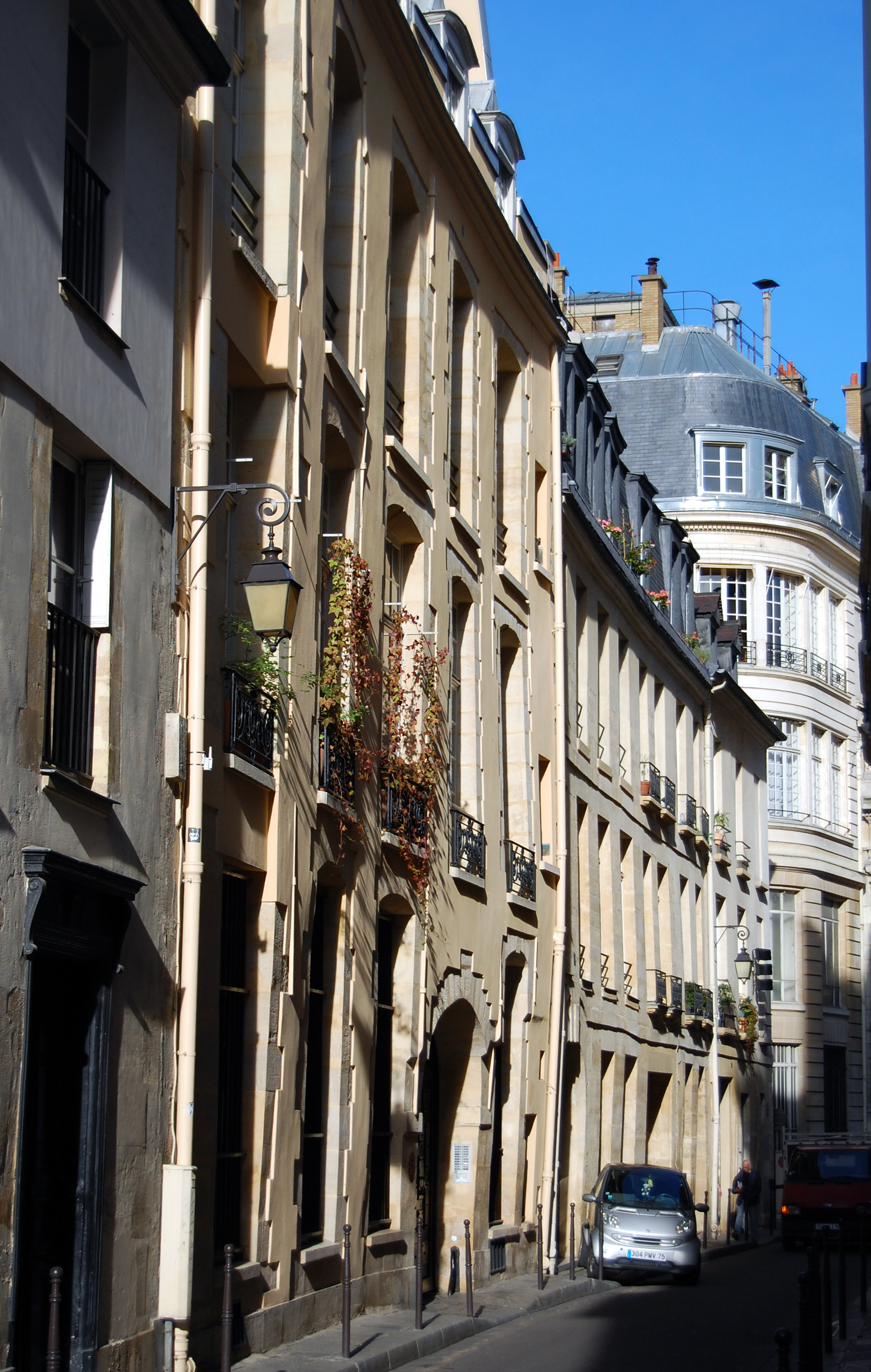
Rue Aubriot

## Dějiny
Ještě dlouhou dobu po vzniku města Paříže zůstával pravý břeh neobydlen kvůli močálům, které se zde vytvářely po povodních na Seině. Osídlení se koncentrovalo na ostrově Cité a na jižním, levém břehu Seiny v oblasti dnešní Latinské čtvrti. Již od 9. století se místo využívalo jako pastviny, ale osídlení mělo dlouho jen venkovský charakter. Oblastí procházela na místě dnešní Rue Saint-Antoine stará obchodní cesta do města Melun. Teprve ve 12. století se zde usídlily některé náboženské řády, z nichž nejvýznamnější byli templáři, kteří se po odchodu z Kypru přesunuli do Paříže a na pozemcích darovaných francouzským králem Ludvíkem VII. vybudovali své hlavní sídlo. Právě tento řád se zasloužil o vysušení bažin během 13. století. V roce 1240 bylo postaveno převorství templářů obklopené vlastními hradbami, neboť se nacházelo mimo městské hradby, které nechal na levém břehu vybudovat král Filip II. August. Opevněné převorství přilákalo řemeslníky a obchodníky, kteří byli osvobozeni od placení daní králi a městu, tak vzniklo předměstí Ville-Neuve du Temple. V následujícím století zde byly založeny i další kláštery (Blancs-Manteaux, Sainte-Coix-de-la-Bretonnerie a později Billettes).

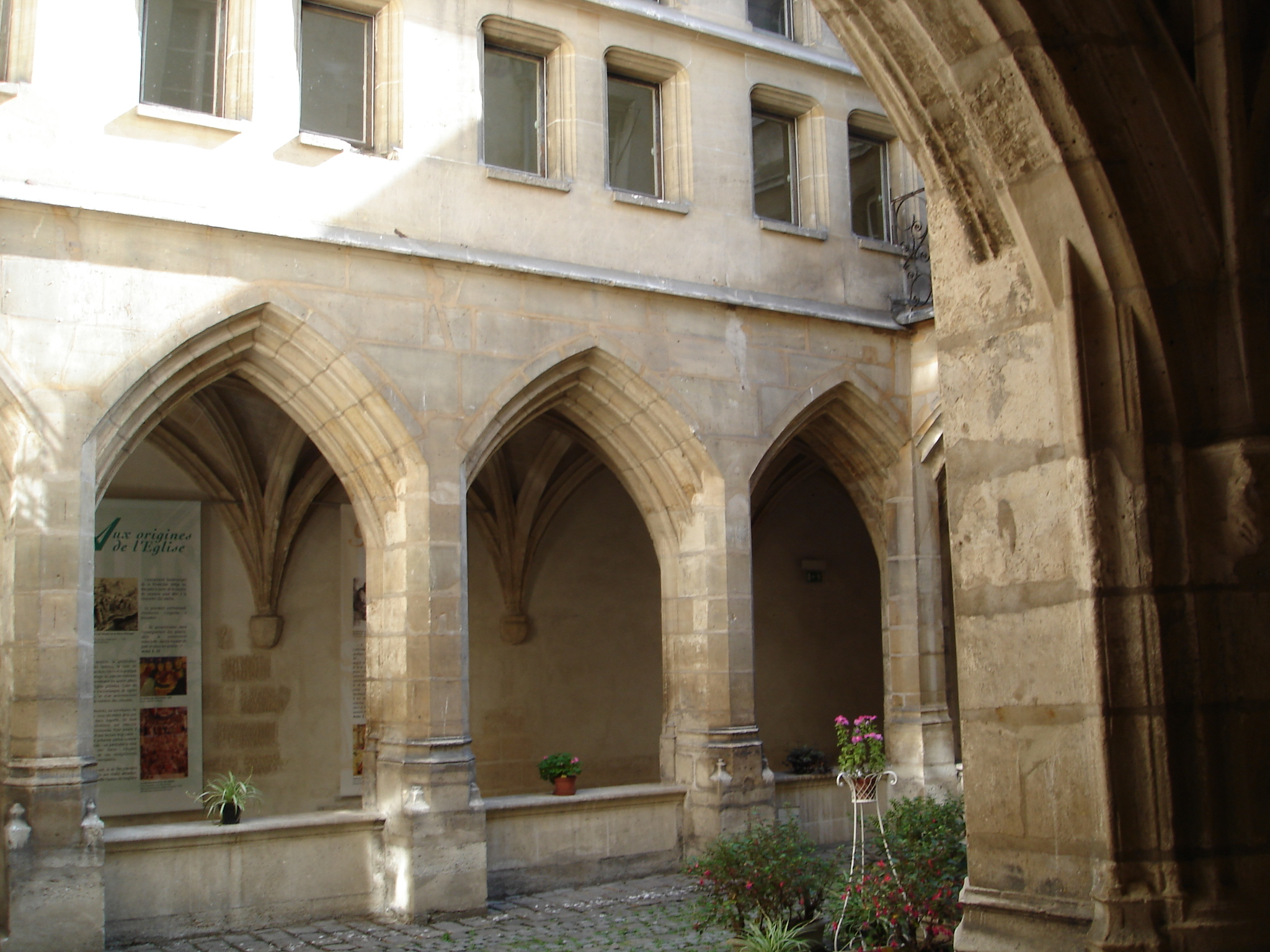
Ambit kláštera Billettes

V polovině 13. století Karel z Anjou, král neapolský a sicilský a bratr krále Ludvíka IX. nechal vystavět svou rezidenci na místě dnešního domu č. 7 v Rue de Sévigné. V roce 1361 francouzský král Karel V. nechal vybudovat komplex budov zvaný jako Hôtel Saint-Pol, kam se uchýlil z Louvru, neboť měl po povstání Étienna Marcela v roce 1358 nedůvěru vůči Pařížanům. Tento panovník a jeho nástupce Karel VI. nechali rozšířit městské hradby, jejichž součástí byla i pevnost Bastila a předměstí Saint-Antoine s odvodňovacím kanálem, hradby obepínaly celou oblast Marais. Tím se stala čtvrť plně integrovanou městskou částí.

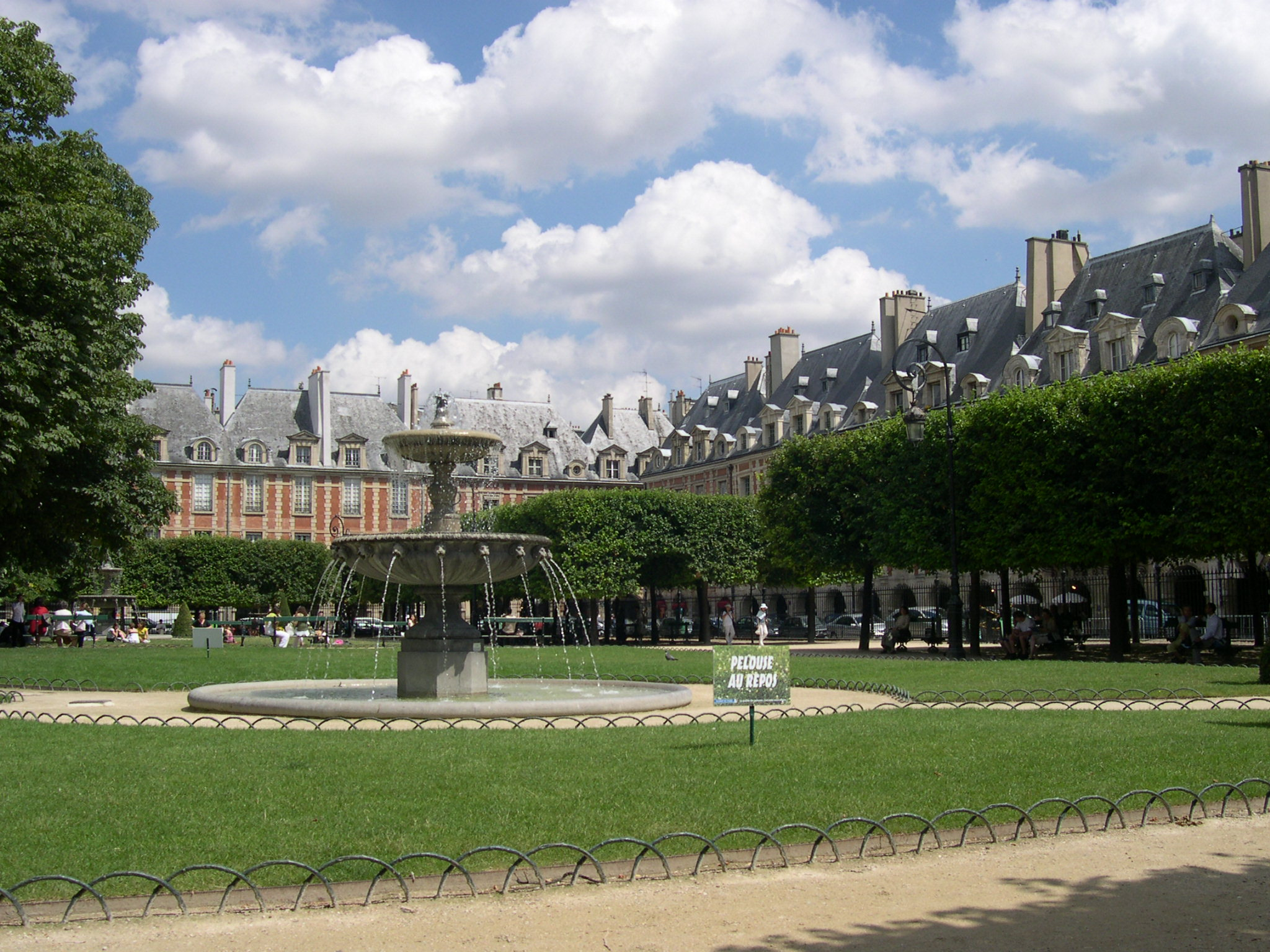
Parková úprava na Place des Vosges

Od počátku 16. století si zde převážně šlechta začala budovat své městské paláce, které se nazývají hôtel (pro odlišení od palais, což bylo označení paláce příslušníků královského rodu). Impulsem pro tento rozvoj se stalo založení dnešního Place des Vosges (tehdy Place Royale – Královského náměstí) králem Jindřichem IV. roku 1605. Roku 1610 zde byl král na ulici zavražděn. Místo označuje pamětní deska na průchodním domě do náměstí Vosges. Oblast se následně stala módní čtvrtí horních vrstev – aristokracie, církevních představitelů i bohatých měšťanů. Toto vrcholné období rozvoje probíhalo během 17. a po větší část 18. století.
Po přesídlení královského dvora do Versailles nastal pozvolný úpadek čtvrti. Šlechta se přesouvala za panovníkem a některé zdejší paláce byly postupně rozprodány měšťanům, kteří je přestavovali na byty. Šlechtici si staví nové pařížské rezidence na předměstí Saint-Honoré poblíž rozvíjející se Avenue des Champs-Élysées a na levém břehu Seiny v předměstí Saint-Germain. Francouzská revoluce znamenala radikální a definitivní ukončení vzestupu. Ze čtvrti byli vyhnáni i zbývající obyvatelé šlechtického původu, mnozí emigrovali, jiní skončili pod gilotinou a jejich nemovitosti byly zkonfiskovány, čímž postupný architektonický úpadek pokračoval. Mnoho paláců bylo rozprodáno řemeslníkům a obchodníkům a budovy byly přeměněny na dílny, sklady, obchody a byty či se zde usídlily úřady. Následné 19. století se projevilo především na vnitřních, často velmi nešetrných přestavbách paláců.
Naopak architektonické proměny Paříže za prefekta Haussmanna během Druhého císařství se, na rozdíl od jiných pařížských čtvrtí, nedotkly Marais příliš radikálně. Část středověkých staveb zmizela a některé části se proměnily, což je nejlépe vidět v ulicích Turbigo či Réaumur, ale jinak přes čtvrť nebyl proražen žádný nový bulvár. Jedinou ulicí tohoto typu tedy zůstává Rue de Rivoli postavená však již v letech 1797–1811 a otevřená za Napoleona a na ní navazující Rue Saint-Antoine, která je ještě starší.
V roce 1969 André Malraux, ministr kultury ve vládě Charlese de Gaulla vytvořil plán na rozvoj a ochranu městských čtvrtí a Marais se stala první chráněnou oblastí tohoto programu, který počítá s architektonickou obnovou, návratem stálých obyvatel, budováním muzeí apod. Bylo opraveno mnoho paláců a přeměněno v muzea a sídla dalších kulturních institucí. V posledních letech se ve čtvrti objevuje i mnoho uměleckých galerií.

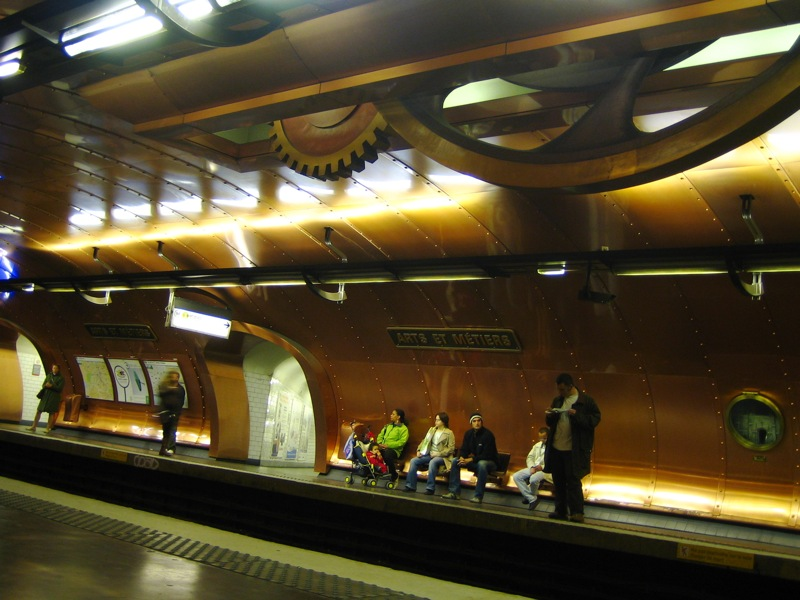
Nástupiště linky č. 11 na stanici Art et métiers je upraveno ve stylu techniky z románů Julese Verna

## Doprava ve čtvrti
Jelikož je čtvrť situovaná v samém centru Paříže, je zde automobilová doprava problematická. Většina ulic ve čtvrti je příliš úzká, takže jsou jednosměrné, aby bylo umožněno parkování. Ovšem i širší ulice jako Rue de Rivoli nebo nábřeží jsou koncipované rovněž jako víceproudé jednosměrky, které pravidelně v ranní a odpolední špičce zažívají dopravní zácpy. V Marais bylo vybudováno několik velkokapacitních podzemních parkovišť. Největší jsou u Centre Pompidou a u pařížské radnice Hôtel de Ville. Autobusové linky vedou převážně širšími ulicemi Rue Saint-Antoine a Rue de Rivoli od východu na západ (č. 69, 67, 75, 76), po nábřeží opačným směrem (96) a po okrajových bulvárech v severojižním směru (38, 20, 47, 65). Přímo přes čtvrť vedou linky 29, 75 a 96. Stanice metra jsou rozmístěny převážně na bulvárech lemujících čtvrť. V jižní části se nacházejí stanice Hôtel de Ville (linky 1 a 11), Pont Marie a Sully – Morland (obě linka 7), na jihovýchodě pak stanice Bastille (linky 1, 5 a 8). Na východním okraji Marais jsou stanice Chemin Vert a Saint-Sébastien – Froissart (obě linka 8). Na severu se nacházejí stanice Rambuteau (linka 11) a stanice Arts et Métiers (linky 3 a 11). Nejcentrálnější stanicí je Saint-Paul (linka 1). Jižní část Marais protínají v podzemí linky RER A a RER D, ovšem ty zde stanici nemají. Čtvrť je spojena přes Seinu několika mosty. Z ostrova Cité vede Pont d'Arcole a Ostrov sv. Ludvíka spojují s Marais Pont Louis-Philippe, Pont Marie a Pont de Sully.

## Pamětihodnosti v Marais

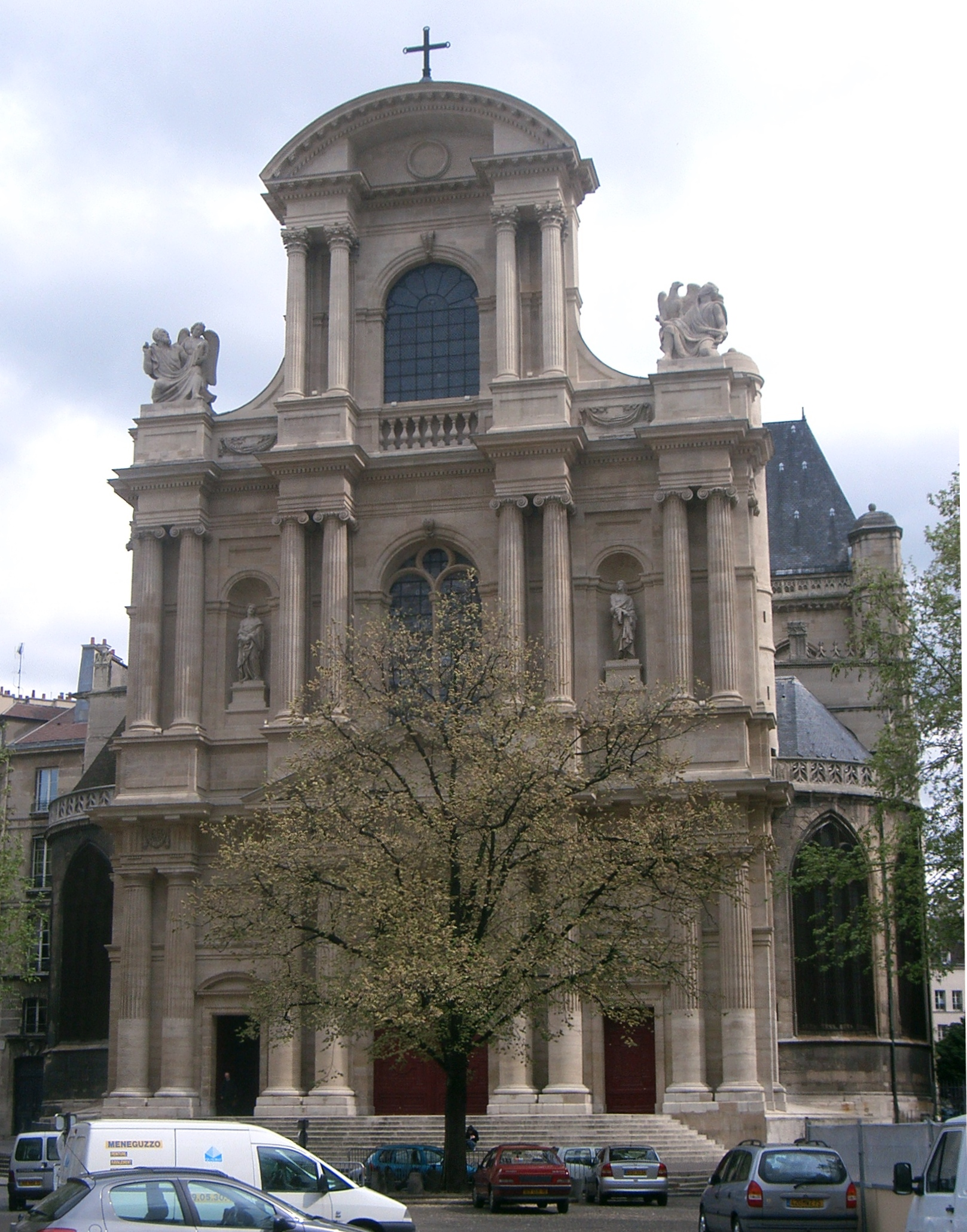
Klasicistní fasáda kostela Saint-Gervais-Saint-Protais

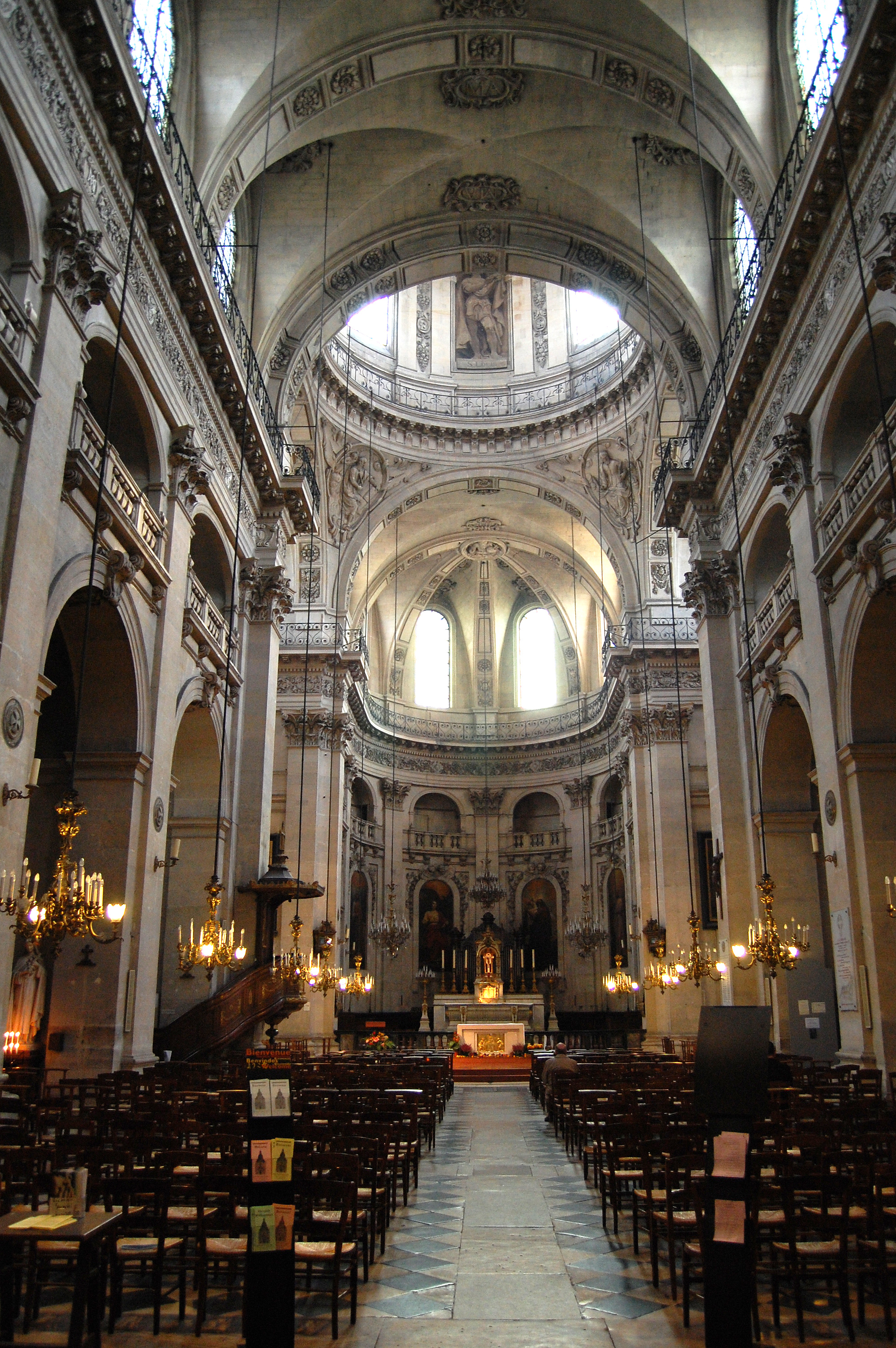
Interiér kostela Saint-Paul-Saint-Louis

### Církevní stavby

#### Kostely a kláštery
- Kostel svatého Gervásia a Protásia: původně pozdněgotický kostel, stavěn a přestavován v letech 1494–1657. V letech 1616–1621 postavena první klasicistní fasáda v Paříži tvořená třemi patry dórských, jónských a korintských sloupů. V kostele jsou nejstarší varhany v Paříži z roku 1601 a vitráže ze 17. století. V tomto kostele měla svatbu markýza de Sévigné. Při ostřelování Paříže za první světové války zasáhl kostel při bohoslužbě granát a usmrtil 160 osob. Tuto událost popsal Romain Rolland ve svém románu Petr a Lucie.
- Kostel svatého Pavla a Ludvíka: vystavěn v letech 1627–1641 jezuity, kteří byli vypuzeni v roce 1763. Hlavní loď byla postavena podle vzoru kostela Il Gesù v Římě. V severní (tj. levé) kapli Srdce Ježíšova (Sacré-Cœur) v presbytáři visí obraz Kristus na hoře Olivetské od Eugèna Delacroixe.
- Kostel Saint-Denys-du-Saint-Sacrement: pseudorománská bazilika z let 1815–1830, v její pravé postranní kapli je Delacroixova freska Sejmutí z kříže z roku 1844.
- Klášter a kostel Billettes: jediný dochovaný středověký klášter v Paříži pochází z 1. poloviny 15. století. Na místě byla v roce 1299 postavena kaple, která byla roku 1409 rozšířena na kostel. Po Velké francouzské revoluci byl klášter znárodněn. Roku 1811 koupilo klášterní kostel město Paříž a kostel je dodnes využíván luteránskou církví.
- Temple du Marais: vybudován v ulici sv. Antonína Rue Saint-Antoine v letech 1632–1634 pod vedením architekta Françoise Mansarta původně jako kostel Navštívení Panny Marie. Kostel byl roku 1793 uzavřen a přeměněn na skladiště knih a roku 1802 byl přidělen protestantské církvi.
- Temple de l'Humanité: jediná kaple pozitivistické církve v Evropě. Brazilská pozitivistická církev koupila dům č. 5 v Rue Payenne v roce 1903.
- Katedrála Sainte-Croix-des-Arméniens: původně kaple Neposkvrněného početí Panny Marie kláštera kapucínů vystavěná v roce 1624. V letech 1793–1803 byl kostel uzavřen. V roce 1811 jej odkoupilo město Paříž, kostel od roku 1970 slouží arménské katolické církvi.
- Kostel Notre-Dame-des-Blancs-Manteaux: název Panny Marie od Bílých plášťů odkazuje na úbor augustiniánů, kteří v místě v roce 1258 založili klášter, kostel postaven v letech 1685–1690.
- Kostel Sainte-Élisabeth-de-Hongrie: vybudován v letech 1643–1646 v Rue du Temple, v letech 1980–2005 sloužil čínským katolíkům.[1]

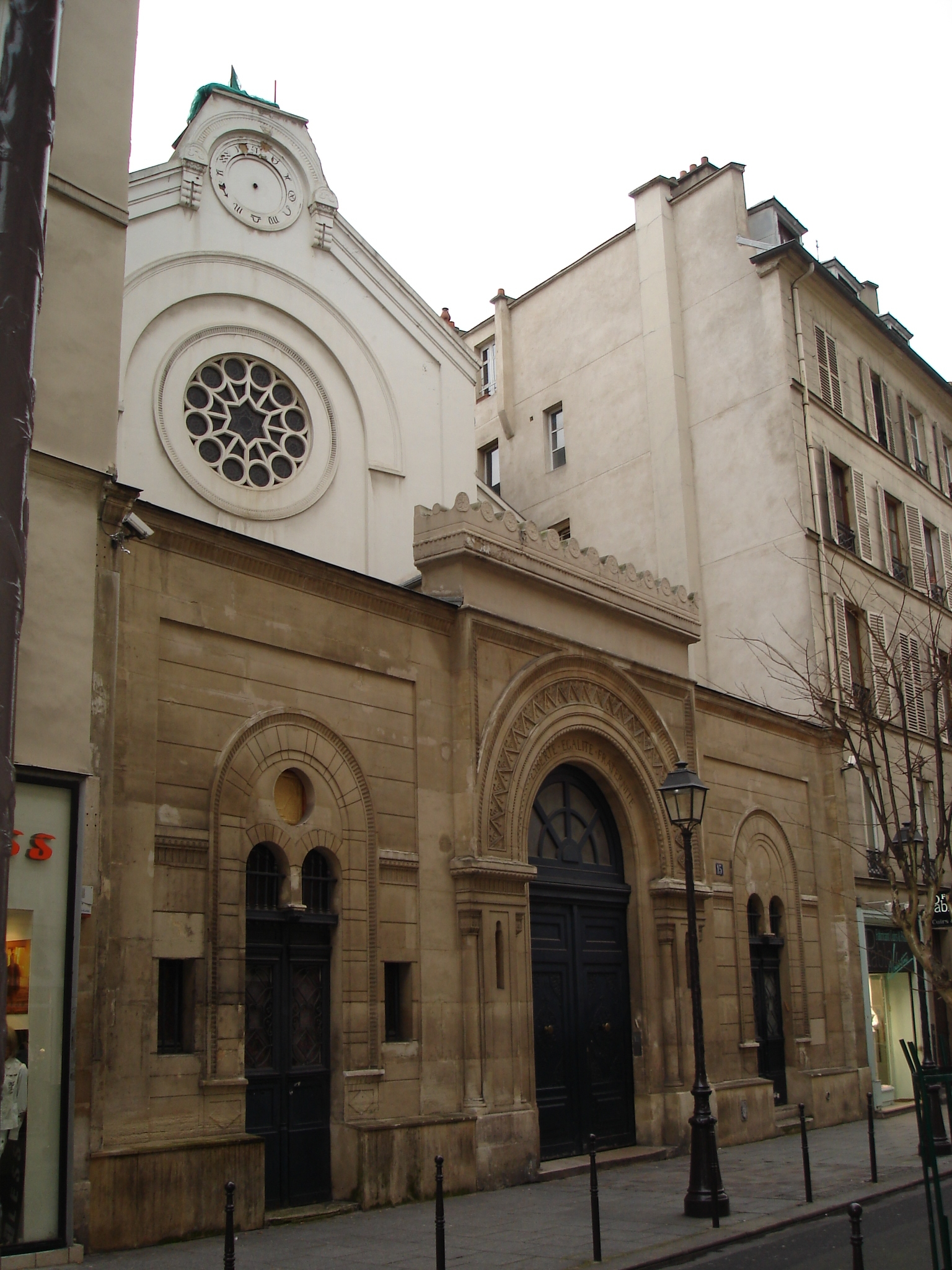
Průčelí Synagogy Nazareth

#### Synagogy
- Synagoga Pavée: secesní synagoga architekta Hectora Guimarda byla dokončena v roce 1913. Slavnostní otevření proběhlo 7. června 1914. Roku 1940 byla nacisty zbořena a po válce obnovena. Od 4. července 1989 je historickou památkou.
- Synagoga Tournelles (též Synagoga Rue des Vosges podle vchodu z protější ulice): byla postavena v roce 1876 pro aškenázské židy. Holokaust však přežilo tak málo těchto židů, že po válce bylo velmi obtížné dodržet minjan, a proto je od roku 1958 synagoga určena sefardským židům.
- Synagoga Charlese Lichého (dříve Synagoga Place des Vosges): založena byla v roce 1963. V roce byla 2006 pojmenována na Synagogu Charlese Lichého na počest svého zakladatele.
- Synagoga Nazareth: nejstarší pařížská synagoga. Stavba byla zahájena v roce 1822. V roce 1848 však byly zjištěny nedostatky v konstrukci budovy a roku 1850 musela být synagoga uzavřena. Budova byla za finančního přispění francouzského bankéře Jamese Rothschilda přestavěna a v roce 1852 znovu otevřena. Vzhledem k židům původem ze severní Afriky žijícím v okolí, je synagoga věnována také ritu sfaradim. Názvy synagog se v Paříži odvozují obvykle podle ulice, ve které sídlí. Tato synagoga se však nazývá Nazaretská, protože název ulice Notre-Dame-de-Nazareth (Panny Marie Nazaretské) zní příliš "křesťansky". Tato synagoga je od 3. července 1986 historickou památkou.

### Dochované městské paláce

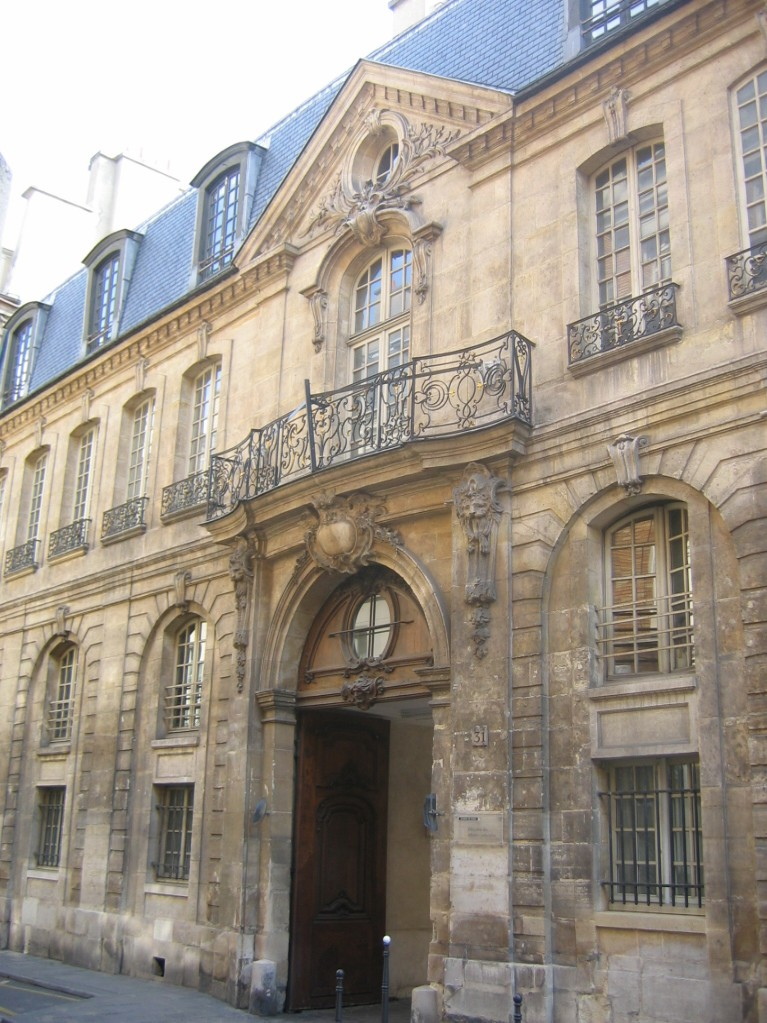
Hôtel d'Albret

Ve čtvrti se dochovala bezmála stovka městských paláců (hôtels) šlechty i královských úředníků. Dnes jich je jen menší část využívána k luxusnímu bydlení. Převážně slouží nejrůznějším kulturním účelům jako muzea, školy či knihovny, nebo v nich sídlí úřady. Kromě níže uvedených staveb se mezi hôtels počítá ještě dalších 36 domů obklopujících Place des Vosges.
- Hôtel d'Albret: v roce 1545 koupil úředník královské komory Antoine Macault tři parcely, na kterých vybudoval dům. V roce 1654 získal palác francouzský maršál César-Phoebus d'Albret. Od konce 19. století do 70. let 20. století sloužil palác jako dílny a kanceláře. V roce 1975 jej koupilo město Paříž a po rekonstrukci v roce 1988 zde nalezlo sídlo ředitelství Kulturních akcí města Paříže (Affaires culturelles de Paris).[3]
- Hôtel d'Almeyras: v roce 1611 získal Pierre d'Alméras pozemek, na kterém nechal postavit palác. V roce 1853 byla v paláci zřízena koželužna. V roce 1983 byl palác restaurován a slouží jako luxusní bydlení.[4]
- Hôtel Amelot de Bisseuil (též Hôtel des Ambassadeurs de Hollande): na místě stál již kolem roku 1400 palác francouzského maršálka Jeana de Rieux. V roce 1638 jej získal správce financí Denis Amelot de Bisseuil, který začal s přestavbou. V 18. století zde sídlili holandští vyslanci, kteří dali paláci druhý název. V roce 1776 zde dramatik Beaumarchais založil obchod se zbraněmi na podporu americké války za nezávislost. Od roku 1951 zde sídlí nadace.[5]
- Hôtel d'Angoulême Lamoignon: v roce 1545 koupil parlamentní rada Claude Tudert pět parcel a postavil zde dům. V roce 1584 jej koupila nemanželská dcera krále Jindřicha II., Diana Francouzská, vévodkyně z Angoulême, která jej nechala přestavět. Roku 1658 si palác pronajal Guillaume de Lamoignon, jehož syn Chrétien-François Lamoignon, předseda pařížského parlamentu, palác v roce 1688 koupil. V roce 1738 královský a městský prokurátor Antoine Moriau shromáždil ve svém domě knihovnu věnovanou historii Paříže a odkázal ji roku 1759 městu. V roce 1928 město koupilo palác a v roce 1969 sem přestěhovalo Historickou knihovnu města Paříže (Bibliothèque historique de la ville de Paris), která se do té doby nacházela v Hôtel Le Peletier de Saint-Fargeau.[6]
- Hôtel d'Assy: palác koupil v roce 1641 finanční správce Denis Marin de la Chataigneraie a v následujícím roce jej nechal přestavět. V roce 1787 palác získal pokladník nejvyššího berního úřadu Jean-Claude Geoffroy d'Assy, který nechal na střeše paláce zřídit hvězdárnu. Ta byla odstraněna až v roce 1910. V roce 1845 palác zakoupil stát jako součást Francouzského národního archivu.[7]
- Hôtel d'Aubray (též Hôtel de Brinvilliers): palác byl vystavěn po roce 1547. V roce 1620 jej získal účetní prezident Balthazar Gobelin a po něm jeho syn Antoine, markýz de Brinvilliers, který se v roce 1651 oženil s Marií Madeleine d'Aubrey, po které má palác své druhé jméno. V letech 1708–1721 žil v paláci Nicolas-Joseph Foucault, markýz de Magny, který shromáždil rozsáhlou sbírku medailí. Tuto kolekci dnes uchovává Francouzská národní knihovna.[8]

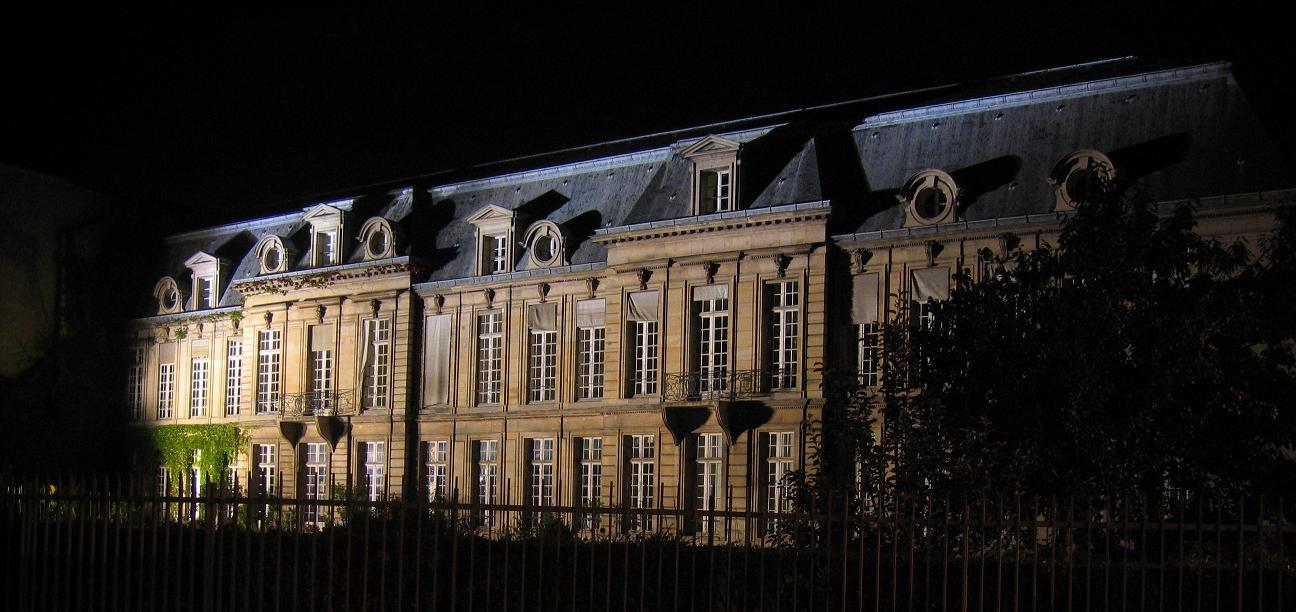
Hôtel d'Aumont

- Hôtel d'Aumont: výstavba probíhala v letech 1630–1650 pro hraběte d'Aumont. V 19. století byl interiér přestavěn na kanceláře. Roku 1936 palác koupilo město Paříž a v roce 1957 jej pronajalo na 99 let správnímu soudu (Tribunal administratif de la Ville de Paris).[9]
- Hôtel de Beauvais: na místě stál původně cisterciácký klášter již ve 13. století, jehož základy se dochovaly ve sklepení. Palác byl založen roku 1654 pro madamme de Beauvais, komornou Anny Rakouské, manželky Ludvíka XIII. Posléze zde bylo sídlo bavorského velvyslance. Po Velké francouzské revoluci byl palác přeměněn na kanceláře. Ve 20. století sídlem Asociace pro záchranu historické Paříže (Association pour la sauvegarde et la mise en valeur du Paris historique), od roku 2004 zde sídlí správní odvolací soud města Paříže (Tribunal administrative d'Appel de la Ville de Paris).[10]
- Hôtel Bence: V roce 1610 koupila Marie Boucher, vdova po obchodníkovi s hedvábím parcelu, na které nechala vystavět palác. V roce 1660 jej koupil finančník Adrien Bence, který zde bydlel do své smrti v roce 1696. Nechal palác stavebně upravit. V 19. století byl palác přestavěn na byty a po roce 1850 sloužil k obchodní a průmyslové činnosti.[11]
- Hôtel de Berlize: V letech 1579 a 1582 koupil sekretář královské komory Guichard Faure dva pozemky, na nichž posléze vybudoval palác. Jeho syn Nicolas Faure de Berlize přikoupil roku 1640 sousedící pozemek a rozšířil palác do současné podoby. Od roku 1972 zde sídlí divadelní kavárna, kde vystupují herci např. Miou-Miou nebo Patrick Dewaere.[12]
- Hôtel de Bonneval: postaven v 18. století pro pana de Bonneval. V roce 1975 byl renovován.[13]
- Hôtel Boulin: v roce 1637 pokladník Pierre Boulin získal pozemek, na kterém postavil palác. V 19. století byl dům přestavěn k průmyslovým účelům.[14]
- Hôtel de Chavigny: na místě se nacházely středověké hradby, které byly zbořeny při rekonstrukci paláce v roce 1642 pro sekretáře ministra zahraničí hraběte de Chavigny. Za Velké francouzské revoluce byl zkonfiskován a v letech 1802–1813 zde sídlil pohřební ústav. V roce 1813 koupilo palác město a zřídilo v něm hasičskou zbrojnici, která zde sídlí dodnes.[15]
- Hôtel de Breteuil: palác získal v roce 1626 generální prokurátor Claude Le Tonnelier de Breteuil. Rodina vlastnila palác až do revoluce. V roce 1862 palác koupil stát a začlenil jej do komplexu budov Francouzského národního archivu. V letech 1866–1896 zde sídlila École des chartes.[7]
- Hôtel de Brûlart: palác byl postaven v 17. století. Jméno nese po manželovi jedné z majitelek Pierrovi Brûlartovi de Broussin. V roce 1930 koupila palác železniční společnost, která zde sídlila až do roku 1978. V roce 1990 byl palác renovován a byl rozprodán na luxusní byty.[16]
- Hôtel Canillac: palác nechal v roce 1620 vystavět Jacques Berruyer. V letech 1752–1778 byl v majetku markýze de Canillac.[17]
- Hôtel Carnavalet: palác nechal vystavět v letech 1545–1548 Jacques de Ligneris, pozdější vyslanec krále Františka I. na Tridentském koncilu. V roce 1578 Françoise de La Baume-Montrevel zvaná madamme Carnavalet koupila palác. V letech 1660–1661 byl původní renesanční palác přestavěn. V roce 1866 koupilo palác město Paříž a zřídilo zde Muzeum dějin města Paříže (Musée Carnavalet), které zde sídlí dodnes.[18]
- Hôtel de Claude Passart: roku 1618 koupil finančník Claude Passart středověký dům a do roku 1620 několik sousedních parcel, kde nechal vystavět současný palác. V 19. století sloužil jako dílny a v roce 1990 prošel restaurováním.[19]

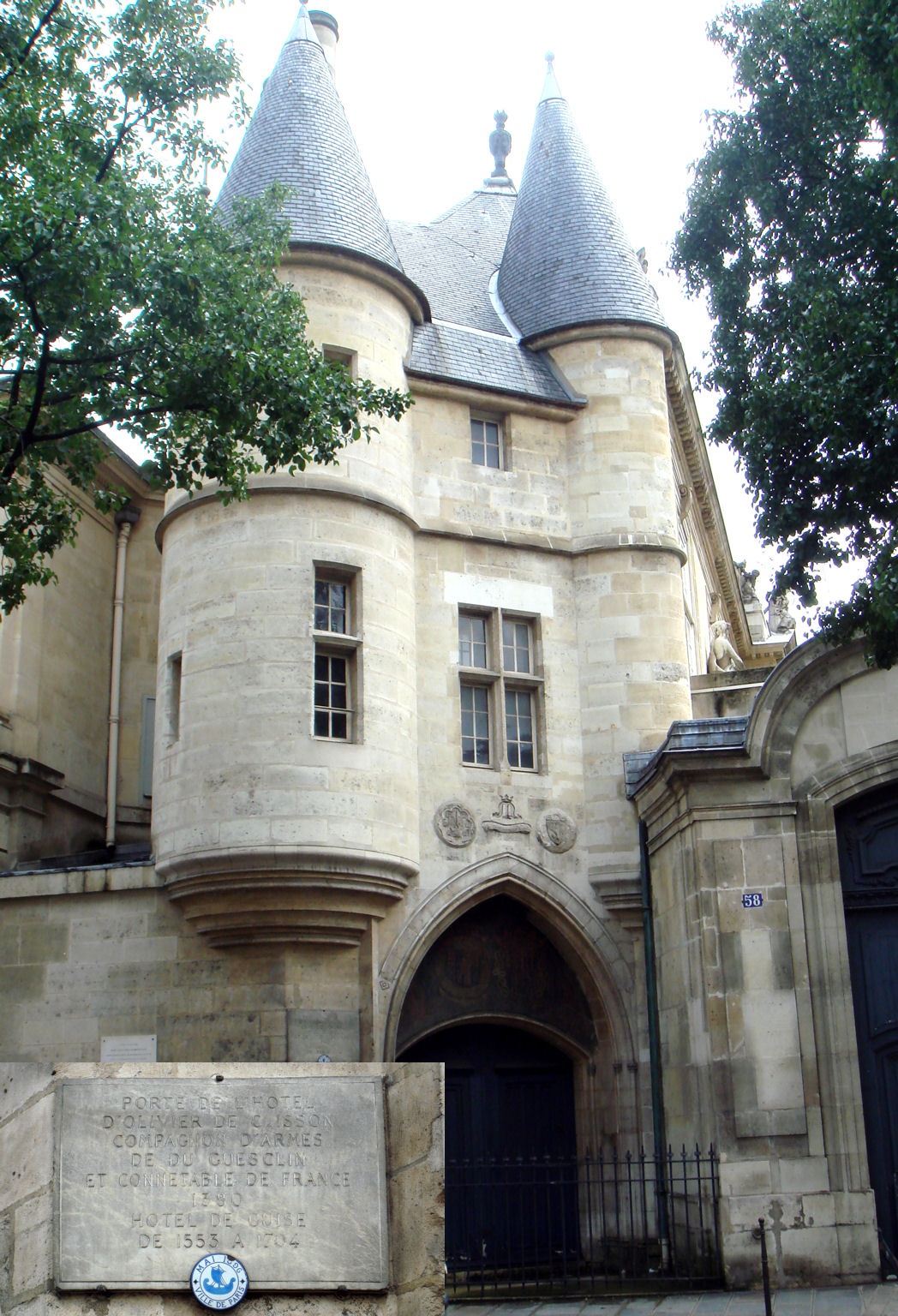
Hôtel de Clisson

- Hôtel de Clisson: z původního gotického obydlí Oliviera de Clisson vybudovaného v letech 1375–1380 zůstala dnes jen vstupní brána. V 16. století palác patřil vévodovi de Guise a byl proto centrem Katolické ligy. V letech 1846–1866 sloužila brána jako vchod školy École des chartes. Dnes je zbytek paláce součástí Hôtel de Soubise, ve kterém sídlí Francouzský národní archiv.[20]
- Hôtel de Colbert de Villacerf: postaven kolem roku 1650 pro správce královských staveb Édouarda Colberta markýze de Saint-Pouange de Villecerf. Vnitřní vybavení paláce bylo přeneseno a v roce 1915 instalováno v muzeu Carnavalet.[21]
- Hôtel de Cormery: na konci 14. století zde stál dům prokurátora židovské obce Manessiera de Vesoul a v sousedním domě žil jeho bratr rabín. Roku 1545 koupil oba domy finančník Antoine Le Maçon, který je spojil. V roce 1714 získal nemovitost Biberon de Cormery, který v roce 1734 nechal upravit fasádu do dnešní podoby.[22]
- Hôtel de Cornuel: v roce 1614 zakoupil královský rada a válečný komisař Charles Margoune pozemek, na kterém nechal vystavět v roce 1616 palác.[23]
- Hôtel de Croisilles: v letech 1619 a 1620 zde královský rada Nicolas de Croisilles koupil pozemky, kde nechal vystavět palác. Do 31. 12. 2008 zde sídlila mediotéka Národního dokumentačního centra kulturního dědictví. Ministerstvo kultury prodává palác spolu se sousedícím palácem de Vigny za minimální cenu 35 miliónů eur.[24]
- Hôtel Delisle-Mansart: palác postavil pro svou rodinu architekt Pierre Delisle-Mansart. V roce 1849 byla v domě zřízena šperkařská dílna.[25]
- Hôtel de Donon: založen 1575 pro dohlížitele nad královskými stavbami Médérica de Dondon, v jehož rodině zůstal do roku 1636. V 18. století byl rozšířen, v 19. století přestavěn ke komerčním účelům a na jeho zahradě byly ve 30. letech 20. století postaveny garáže. V roce 1975 palác koupilo město Paříž a roku 1990 sem přesunulo Musée Cognacq-Jay, které uchovává umělecké předměty z 18. století. Tuto sbírku vlastnili manželé Ernst Cognacq a Louisa Jay, zakladatelé pařížského obchodního domu La Samaritaine, kteří ji věnovali městu Paříži.[26]
- Hôtel Duret de Chevry: v roce 1619 nechal palác vystěvět Charles Duret de Chevry a jeho rodině patřil až do roku 1724. V roce 1821 koupil dům sochař Charles Crozatier. V letech 1925–1989 vlastnila palác obchodní společnost s vínem a pálenkou. V roce 1989 koupila palác německá vláda a v roce 1994 sem přesunula pobočku Německého historického institutu.[27]
- Hôtel d'Ecquevilly: palác nechala po roce 1636 vystavět Alphonsine de Martel. V roce 1733 získal palác Augustin-Vincent Hennequin, markýz d'Ecquevilly. V letech 1823–1901 palác patřil ke kostelu Ste-Élisabeth. V letech 1901–1985 palác využívala jako mezisklad obchodní společnost.[28]
- Hôtel Le Ferron: jméno má palác po Nicolasovi Le Féron, který jej získal v roce 1719.[29]
- Hôtel Fieubet: palác byl vybudován na počátku 17. století pro královského pokladníka Raymonda Phelypeauxe. Roku 1676 palác koupil Gaspard III. de Fieubet, kancléř královny Marie Terezy a nechal jej kolem roku 1681 přestavět. V roce 1857 zahájil tehdejší majitel hrabě de La Valette přestavbu, která však musela být v roce 1865 z finančních důvodů zastavena. V roce 1877 se do paláce nastěhovala škola, která zde sídlí dodnes.[30]
- Hôtel de Fontenay: v 17. století patřil palác rodině Le Tonnelier. V roce 1751 jej získal hlavní finanční komisař Gilbert-Jérôme Claustrier, který jej v letech 1751–1753 nechal přestavět. Od roku 1946 je palác součástí Francouzského národního archivu.[31]
- Hôtel de Fourcy: palác koupil na počátku 17. století Jean de Fourcy, prezident účetní komory a dozorce královských staveb. Dům zůstal v majetku rodiny do roku 1798, kdy jej koupil velkoobchodník s vínem. Od roku 1882 v paláci sídlí škola. Nejprve dívčí městská škola, dnes Lycée Sophie-Germain.[32]
- Hôtel de La Garde: pojmenování paláce pochází po Jeanu-Baptiste de La Garde, který jej získal v roce 1701.[33]

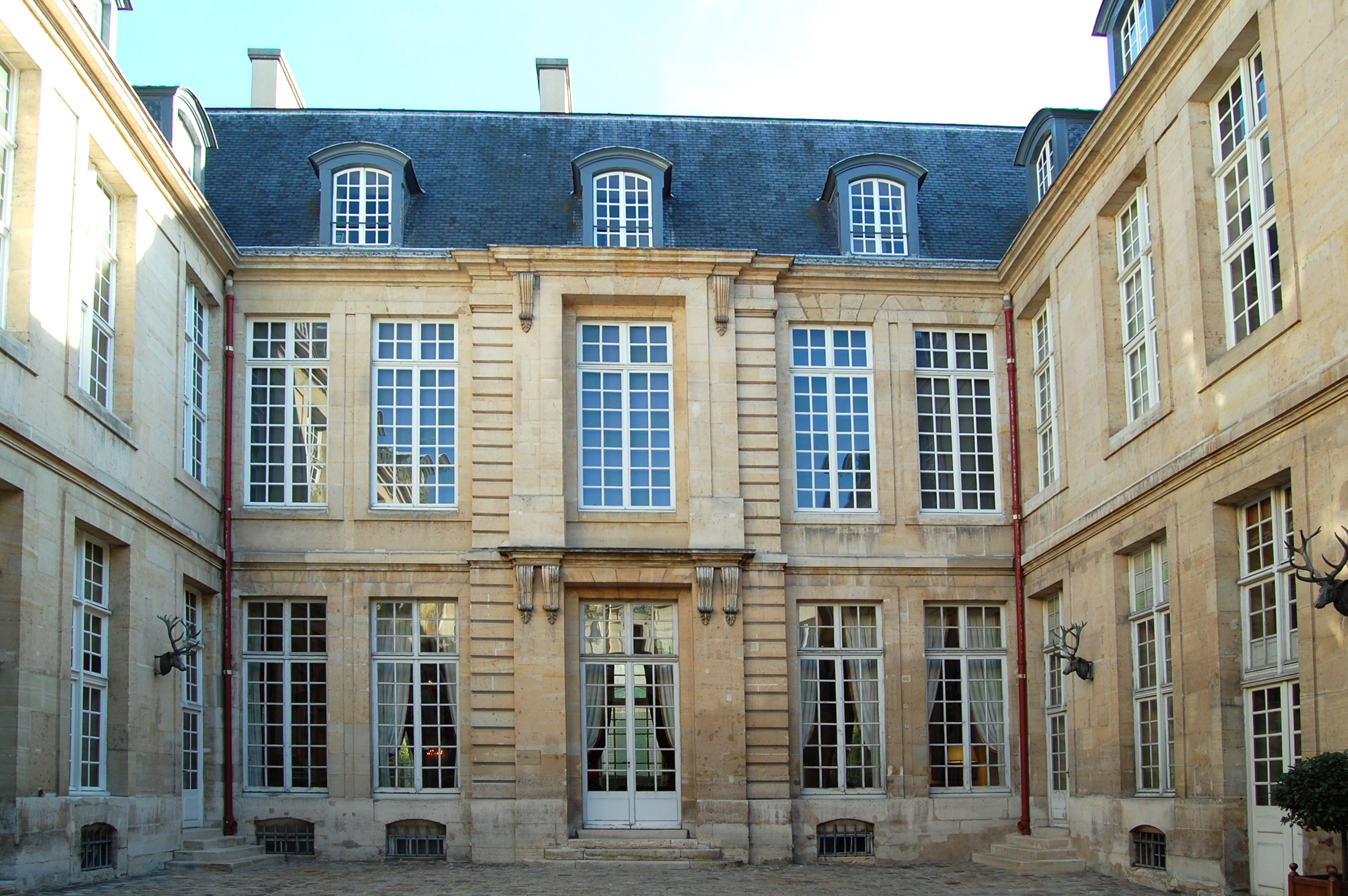
Hôtel de Guénégaud (nádvoří)

- Hôtel de Guénégaud: v roce 1647 koupil dva sousedící domy státní rada Jean François de Guénégaud des Brosses a v letech 1653–1655 je nechal přestavět na palác. V roce 1767 získala palác rodina Thiroux, které patřil až do roku 1895. V roce 1961 palác koupilo město Paříž a v roce 1967 v něm zřídilo Muzeum myslivosti a přírody (Musée de la chasse et de la nature).[34]
- Hôtel d'Hallwyll: postaven roku 1628 a v roce 1766 jej nechal plukovník švýcarské gardy Franz Josef d'Hallwyll přestavět. Palác byl restaurován v roce 1990 a poté ještě 2001.[35]
- Hôtel d'Havis: v roce 1703 koupil hlavní kontrolor důchodu města Paříže dům, který nechal roku 1705 přestavět na dnešní palác.[36]
- Hôtel Hénault de Cantorbe: v roce 1702 a 1704 koupil královský pokladník François-Alphonse Hénault de Cantobre dva sousedící domy a do roku 1707 je nechal přestavět na palác. V roce 1943 koupilo palác město Paříž a od roku 1996 zde sídlí galerie Maison européenne de la photographie (Evropský dům fotografie).[37]
- Hôtel de Hesse: v roce 1637 koupil Antoine de Campremy parcelu, na které postavil palác. V roce 1823 palác koupil továrník vyrábějící pilníky.[38]
- Hôtel d'Hozier: Palác byl dokončen v roce 1644. V roce 1735 se stal majitelem soudce Louis-Pierre d'Hozier.[39]
- Hôtel de Chalon-Luxembourg: vystavěn v letech 1623–1625 pro Guillauma Perrochela, kontrolora královské pokladny. V roce 1659 jej koupila pod jménem Hôtel de Chalon Marie Amelot, manželka Charlese de Béon de Luxembourg, po němž má dům druhé jméno. V roce 1948 palác koupilo město Paříž za symbolickou cenu jednoho franku.[40]
- Hôtel de Chamillart: v roce 1623 jej nechal postavit Claude Charlot. V letech 1699–1704 v domě bydlel generální kontrolor financí Michel de Chamillart.[41]
- Hôtel Charpentier: vystavěn v 17. století pro Gillese Charpentiera, úředníka francouzského kancléře Michela Le Tellier. V roce 1978 získalo palác město Paříž a propůjčilo jej organizaci Mezinárodní dům mládeže a studentů.[42]
- Hôtel de Châtillon: před rokem 1545 koupil pokladník Jacques Le Jay dvě parcely a vystavěl zde velký dům. Roku 1670 získal dům François du Gué a nechal jej přestavět. Palác zůstal v rodině de Gué až do roku 1783. Palác nese jméno podle vévody de Châtillon, manžela poslední majitelky rodu de Gué. V 19. století byl palác přestavěn na dílny.[43]
- Hôtel de Jaucourt: v roce 1599 byl majitelem paláce pokladník Jean de Ligny, který jej nechal přestavět. V polovině 18. století zde žila komtesa de Jaucourt, po níž nese palác jméno. Palác v roce 1962 koupil stát pro Francouzský národní archiv.[44]
- Hôtel de Launay: byl zřízen na počátku 17. století pro královského radu Daniela de Launay. Za Velké francouzské revoluce byl palác zkonfiskován a roku 1793 v něm bylo zřízeno vězení. V roce 1886 byl palác přestavěn na továrnu na výrobu armatur. V roce 1990 byl renovován a slouží k bydlení.[45]
- Hôtel de Lauzon: V roce 1620 zakoupil Denise Gaudart pozemek, na kterém nechal vystavět palác. V roce 1626 přešel palác na jeho dceru Marii a jejího manžela Jeana de Lauzon, prezidenta velké rady a později guvernéra Kanady. V roce 1862 byla v domě zřízena dílna na výrobu bronzových hodin a soch. V roce 1938 palác koupilo město Paříž pro školní potřeby a dodnes jej využívá Lycée Victor-Hugo.[46]
- Hôtel Libéral Bruant: palác nechal vystavět architekt Libéral Bruant pro svou rodinu v roce 1685. Po jeho smrti v roce 1697 vdova palác prodala Guillaumu Françoisovi Antoinu de l'Hospital, členu Akademie věd. V roce 1771 v domě inženýr Jean-Rodolphe Perronet zřídil první školu pro architekty mostů a silnic, která zde sídlila do roku 1788. V roce 1826 se zde usídlil obchodník s barvami a interiéry byly upraveny na kanceláře. V roce 1976 zde bylo zřízeno Muzeum zámečnictví (Musée de la Serrure). Od roku 2003 zde místo něj dnes sídlí Centrum současného umění (Centre d'art contemporain).[47]
- Hôtel de Manneville: palác nechal roku 1661 postavit finančník Claude de Guénégaud, v roce 1786 jej získal Gabriel-François de Manneville, major francouzské gardy.[48]
- Hôtel de Sagonne: v letech 1667–1670 palác postavil architekt Jules Hardouin-Mansart pro sebe a svou rodinu.[49]

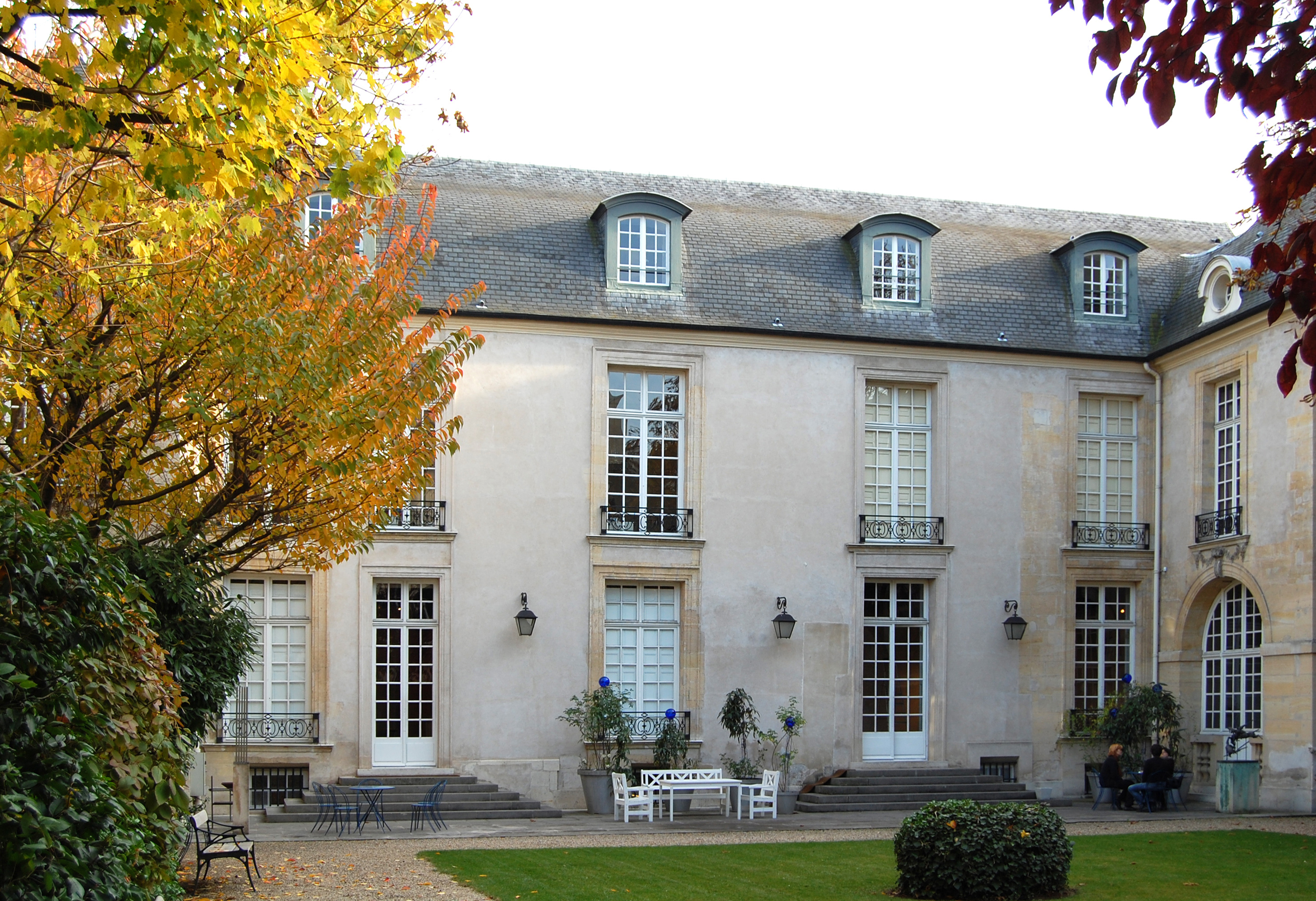
Hôtel de Marle (nádvoří)

- Hôtel de Marle: roku 1560 koupil René de Sancthon pozemek, na kterém vybudoval palác. V roce 1572 jej koupil rada pařížského parlamentu Christophe Hector de Marle. V 19. století byl přestavěn na byty a obchody, v roce 1965 koupilo dům Švédsko a roku 1971 v něm otevřelo Švédské kulturní centrum.[50]
- Hôtel de Mayenne: na místě stál už na počátku 14. století palác Petit-Musc, který patřil Bourbonům. Ludvík II. Bourbon jej prodal svému synovci králi Karlu VI. Roku 1562 jej získal markýz de Boissy. Přestavěn v letech 1567–1569 pro biskupy de Langres. 1605 koupil palác Karel Lotrinský, vévoda de Mayenne. V letech 1606–1609 přestavěn. Od roku 1870 je v paláci vzdělávací instituce. V letech 1993–2001 byl dům v několika etapách postupně renovován.[51]
- Hôtel Mégret de Sérilly: roku 1620 koupil královský sekretář Nicolas Malebranche pozemek, na kterém nechal postavit palác. V roce 1765 koupil dům markýz Jean-Baptiste Thomas de Pange a po něm získal dům roku 1776 jeho synovec Jean-François Mégret de Sérilly. Vnitřní vybavení v přízemí paláce v roce 1869 zakoupilo londýnské Victoria and Albert Museum a přeneslo do svých výstavních prostor. Vybavení salónů z prvního patra bylo v roce 1895 prodáno do Spojených států amerických.[52]
- Hôtel Méliand: v roce 1637 zakoupil François Petit de Passy pozemek, na kterém nechal postavit palác.[14]
- Hôtel de Melun: postaven za vlády Ludvíka XIV. pro rodinu Aubery, úředníka účetní komory. Od roku 2002 v paláci sídlí studentská organizace.[53]
- Hôtel Mérault a Hôtel de Gourgues: v roce 1654 nechal Pierre Mérault vybudovat dva sousedící podobné paláce. První zůstal v majetku rodiny do roku 1754 a druhý koupil v roce 1707 Armand Jacques de Gourgues, markýz de Vayres. Za Velké francouzské revoluce byly oba paláce zkonfiskovány a jejich majitelé – rada pařížského parlamentu François-Mathieu Dupont a prezident pařížského parlamentu Armand Guillaume François de Gourgues byli v roce 1794 sťati gilotinou. V roce 1880 byla v paláci Mérault zřízena škola a v roce 1884 ve druhém paláci knihovna.[54]
- Hôtel de Mondescot: v roce 1645 nechal královský rada François de Montescot zbořit starý palác a na jeho místě vystavět (do roku 1647) dva paláce. Kromě tohoto ještě Hôtel de Villeflix. Roku 1740 palác získala Marie-Geneviève Legras, vdova po pokladníku královských staveb. V 19. století byl přestavěn na byty.[55]
- Hôtel de Mongelas: v roce 1705 jej nechal postavit mimořádný válečný komisař Romain Dru, vévoda de Mongelas. V 19. století byl přestavěn a sloužil v letech 1861–1965 jako zlatnictví a poté sídlo cechu zlatníků. V roce 2002 sem přesídlilo Muzeum myslivosti a přírody (z Hôtel de Guénégaud).[56]
- Hôtel de Montmorency (též Hôtel Thiroux de Lailly): patřil do roku 1632 rodině Montmorency. V roce 1727 jej koupil Jean-Louis Thiroux de Lailly. V roce 1951 palác koupil stát a zřídil v něm vysokou školu pro studium daní (École nationale des impôts), která zde sídlila do roku 2001.[57]

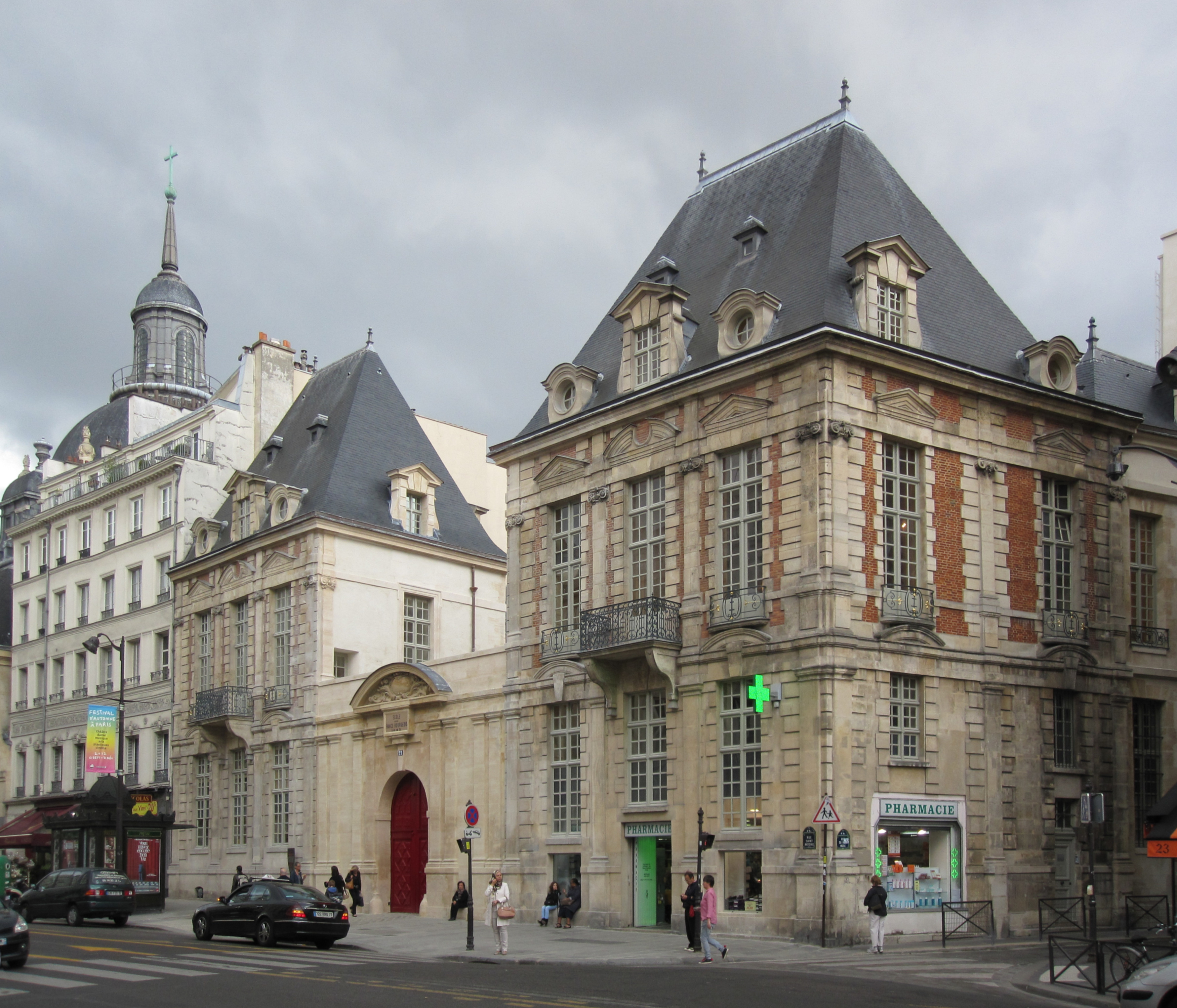
Hôtel de Mayenne

- Hôtel de Montmort: kolem roku 1623 koupil finančník Jean Habert de Montmort čtyři domy, které nechal zbořit a na jejich místě vystavit palác. V 19. století byl přestavěn na dílny. V roce 1838 dům získal Louis-Adoplhe de Milly, který zde zřídil svíčkárnu. Kolem roku 1870 zde Auguste Gross vyráběl průmyslové šperky a po postavení Eiffelovy věže získal momopol na výrobu šperků s tématem věže. V letech 1974–1991 jej vlastnil Francouzský institut a v roce 1999 byl palác restaurován.[58]
- Hôtel Paysant: palác získal v roce 1644 notář Étienne Paysant a pronajal jej markýzi de Sévigné. Jeho manželka Marie zde porodila dceru Françoise-Margerite, které později markýza adresovala své slavné Dopisy.[59]
- Hôtel Le Peletier de Saint-Fargeau: V roce 1686 získal státní rada Michel Le Peletier de Souzy palác, který nechal zbořit a postavit na jeho místě současnou stavbu. Dnešní název je odvozen od jeho syna, Michela-Roberta Le Peletier de Saint-Fargeau, kterému palác připadl v roce 1725. V majetku rodiny byl do roku 1811, kdy jej koupil technik Jean-Louis Lefèbre a přestavěl jej na dílny. V roce 1895 palác získalo město Paříž a zřídilo v něm Historickou knihovnu města Paříže. Knihovna se v roce 1968 přestěhovala do paláce Lamoignon. Od roku 1989 je zde druhá budova Muzea dějin města Paříže (Musée Carnavalet).[60]
- Hôtel Le Pelletier de Souzy: palác byl vystavěn v letech 1642–1647 pro královského sekretáře Octaviena Lebyse de la Chapelle. Když se Octavien Lebys zadlužil, získal tuto nemovitost jeden z jeho věřitelů Louis Le Peletier de Souzy, hlavní pokladník města Grenoble. V roce 1690 se palác dostal do majetku rodiny Turgot, která jej vlastnila až do Velké francouzské revoluce.[61]
- Hôtel de Pologne: paláci se říká polský, neboť jej v roce 1778 koupil plukovník André-Hilarion Boboti d'Ossolinski. Po jeho smrti v roce 1793 zde stát zřídil ubytovnu pro řemeslné umělce.[62]
- Hôtel de Pommereu: vystavěn v roce 1630 pro královského radu Jacquese Gaudarta. V roce 1705 koupil palác Jean-Baptiste de Pommereu, v jehož rodině zůstal do roku 1780.[63]
- Hôtel de Poussepin: v roce 1602 zakoupil Jean Alméras pozemek, kde nechal vystavět palác. V roce 1892 zde byla zřízena lékárna. Od roku 1985 v přízemí sídlí Švýcarské kulturní centrum.[64]

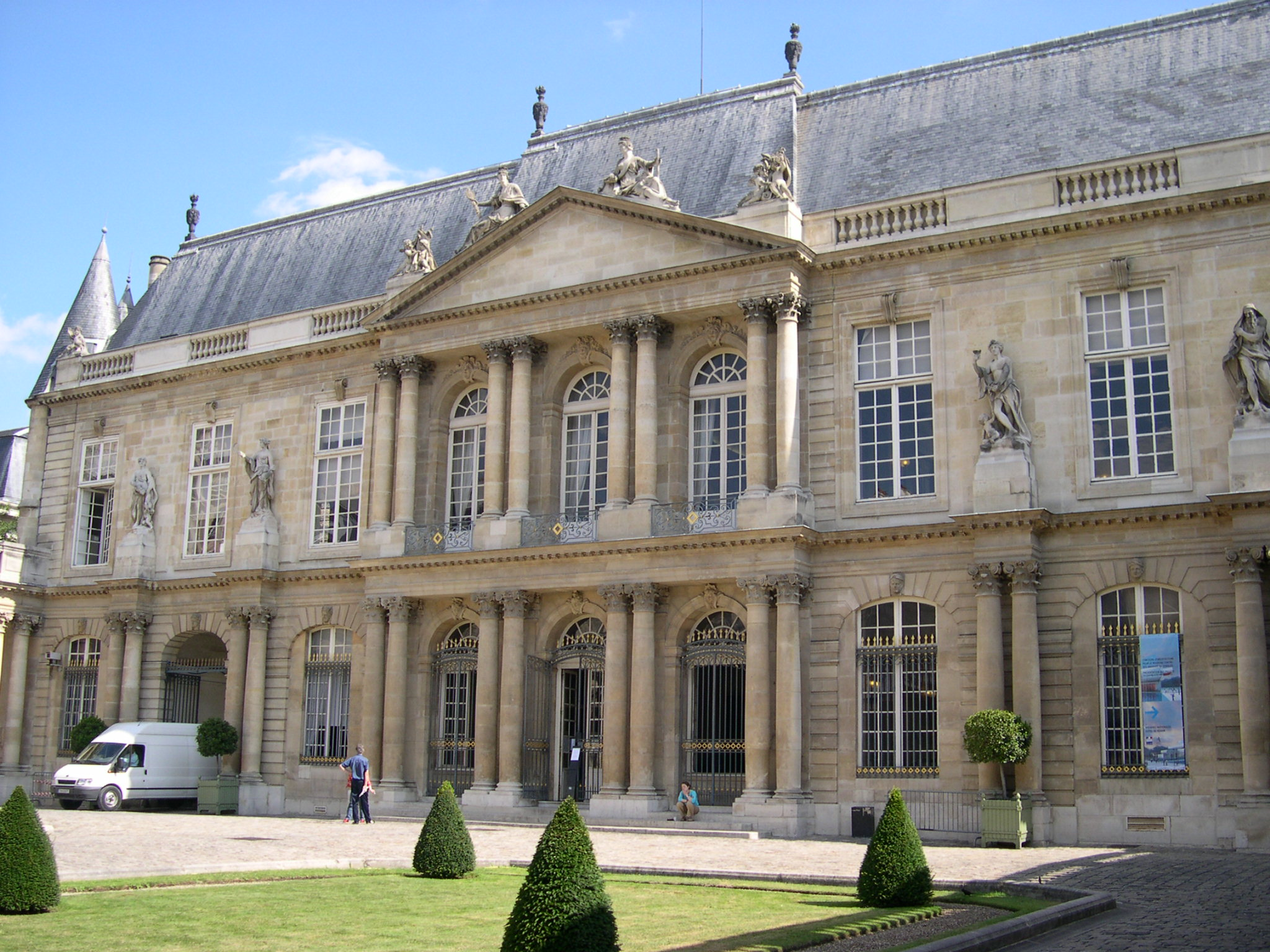
Hôtel de Soubise (vchod do Národního archivu)

- Hôtel Raul de la Faye: Palác vlastnil v roce 1520 královský notář Raul de la Faye, který jej nechal také nejspíš postavit. Po Velké francouzské revoluci byl postupně v majetku měšťanů, kteří jej přestavovali. V roce 1998 byl palác restaurován a sídlí v něm jazyková škola.[65]
- Hôtel Le Rebours: palác nechal v roce 1624 vystavět Jean Auberry. Roku 1672 palác získal královský rada Thierry Le Rebours. V roce 1738 nechal nový majitel, pařížský měšťan Jacques-René Devin upravit dům do současné podoby.[66]
- Hôtel de Retz: v roce 1620 nechal vystavit Daniel Martin de Mauroy, pokladník vévody de Guise. V roce 1645 jej získal Pierre de Gondi, vévoda de Retz. V roce 1839 byl palác přestavěn.[23]
- Hôtel de Rohan: postaven pro kardinála a štrasburského biskupa Armanda-Gastona de Rohan-Soubise v letech 1705–1707. Napoleon Bonaparte zde roku 1808 zřídil císařskou tiskárnu, která zde sídlila do roku 1928. Od roku 1938 palác využívá Francouzský národní archiv.[67]
- Hôtel de Rohan-Guémené: postaven 1604–1605 jako součást Place des Vosges. Roku 1639 koupil palác Louis de Rohan-Guémené, v jehož rodině zůstal až do konce 18. století. Dnes je zde Muzeum Victora Huga (Maison de Victor Hugo), který zde žil v letech 1832–1848.[68]
- Hôtel de Sabran: V roce 1641 koupil parcelu výběrčí Jean Corme a postavil zde palác. Roku 1778 palác získal markýz Louis-François de Sabran, důstojník královské armády. V 19. století v domě sídlila dílna na výrobu kovových uměleckých předmětů.[69]
- Hôtel de Saint-Aignan: postaven v polovině 17. století, roku 1688 jej koupil vévoda de Saint-Aignan, zeť ministra financí Colberta. V letech 1795–1823 zde sídlila radnice tehdejšího 7. obvodu. V roce 1962 palác získalo město Paříž a 1. prosince 1998 zde bylo otevřeno Muzeum židovského umění a dějin (Musée d'art et d'histoire du judaïsme). Na nádvoří jsou pozůstatky městského opevnění z dob krále Filipa II. Augusta objevené při archeologickém průzkumu v roce 1994. K paláci patří též zahrada, která byla opravena a 20. června 2007 otevřena jako Jardin Anne-Frank.[70]
- Hôtel Salé: postaven v letech 1656–1659 pro Pierra Auberta de Fontenay, královského výběrčího daně ze soli (odtud název salé – slaný). V letech 1668–1684 zde bylo vyslanectví Benátské republiky. Roku 1771 koupil palác Jacques Gabriel Louis Leclerc markýz de Juigé, který byl vyslancem u carevny Kateřiny II. Když markýz za Velké francouzské revoluce emigroval, palác byl zkonfiskován a sloužil jako sklad knih zabavených v klášterech v Marais. V letech 1829–1884 zde bylo sídlo střední umělecké školy. V roce 1962 koupilo palác město Paříž a roku 1974 jej nechalo zrestaurovat. V následujícím roce si palác pronajal stát na 99 let, aby v něm zřídilo Picassovo muzeum (Musée Picasso). Muzeum bylo pro veřejnost otevřeno až v roce 1985.[71]
- Hôtel Mortier de Sandreville: palác nechal vybudovat kolem roku 1586 královský notář a sekretář Claude Mortier de Soisy. V roce 1843 zde byla založena obchodní škola, která byla v roce 1870 přeložena do Hôtel de Mayenne. Palác byl v letech 1983–1984 restaurován.[72]

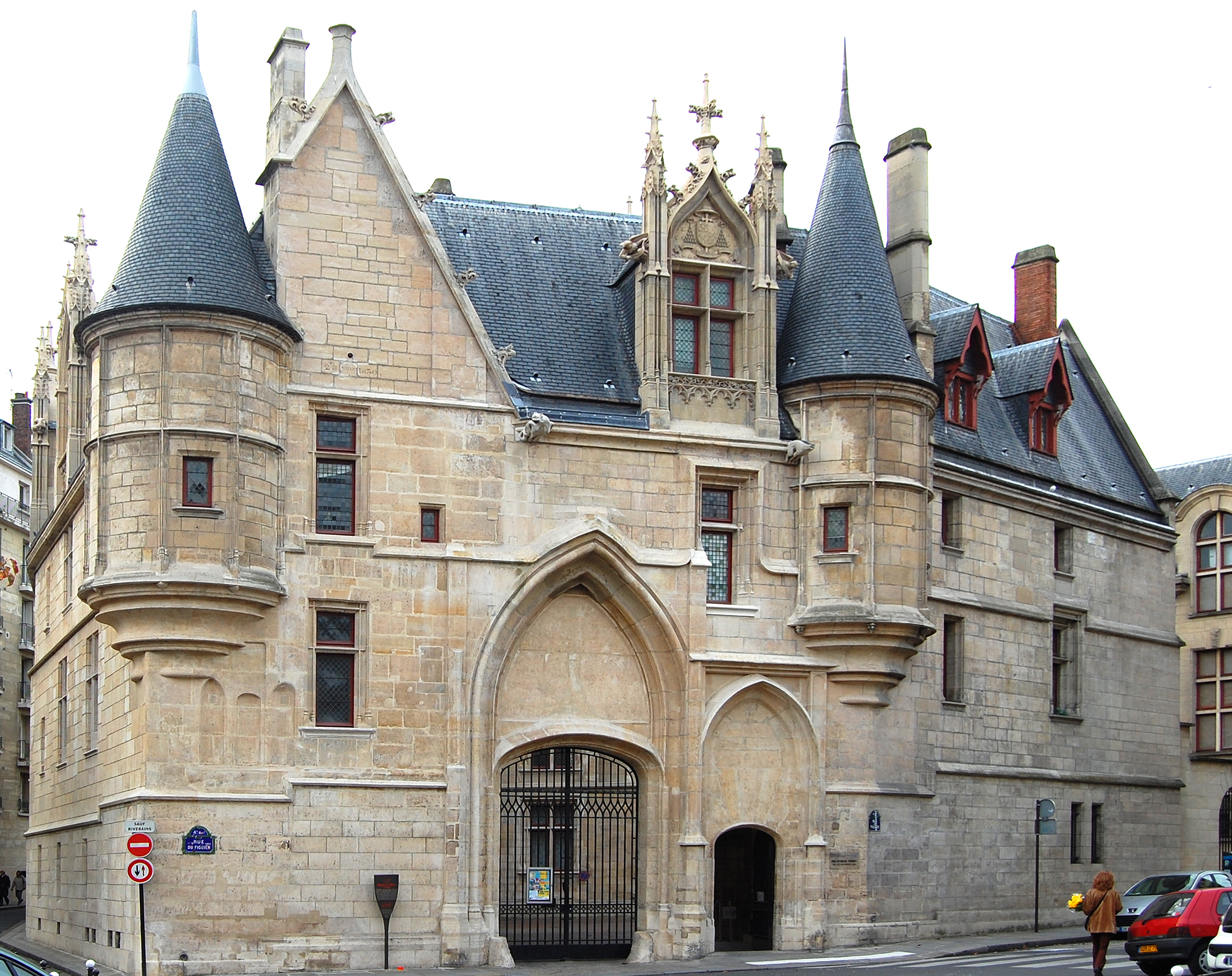
Hôtel de Sens

- Hôtel de Sens: stavěn a přestavován v letech 1475–1519 pro Tristana Salazara, arcibiskupa ze Sens. Paříž spadala pod toto arcibiskupství do roku 1622, kdy bylo povýšeno pařížské biskupství. V letech 1605–1606 zde žila královna Markéta, bývalá manželka Jindřicha IV. V roce 1911 koupilo palác město Paříž. Od roku 1961 zde sídlí Forneyova knihovna (Bibliothèque Forney) specializovaná na výtvarné a užité umění.[73]
- Hôtel de Soubise: založen roku 1553. V roce 1700 jej koupil princ François de Rohan de Soubise a v letech 1704–1707 jej nechal přestavět do dnešní podoby. Od roku 1808 hlavní sídlo Francouzského národního archivu, jeho součástí je Muzeum historie Francie (Musée de l'Histoire de France).[74]
- Hôtel de Sully: nechal si jej postavit v letech 1625–1630 finanční kontrolor Mesme Gallet. V roce 1634 palác získal Maximilien de Béthune, vévoda de Sully, bývalý ministr financí a inspektor staveb krále Jindřicha IV. V roce 1660 bylo přistavěno další křídlo. V majetku rodiny byl až do konce 18. století. V 19. století byl přestavěn na obchody a dílny. V roce 1944 jej získal stát a palác byl nákladně restaurován. V roce 1952 koupil stát i přilehlou zahradu. V roce 1967 se zde usídlila Národní správa historických památek (Caisse nationale des monuments historiques et des sites, od roku 2000 pod názvem Centrum národních památek – Centre des monuments nationaux), která je pod dohledem ministerstva kultury a pečuje o nejvýznamnější francouzské památky. Součástí paláce je oranžérie z roku 1625, která byla do původní podoby restaurována v roce 1975.[75]
- Hôtel de Tallard: vystavěn v letech 1702–1704 pro parlamentního radu Denise Amelota de Chaillou. V roce 1722 palác získal francouzský maršál Camille d'Hostun, vévoda de Tallard, jehož rodina vlastnila palác až do roku 1825, kdy byl prodán obchodníkovi Toussaintovi Tavernierovi, který jej přestavěl k obchodním účelům. V roce 1981.[76]
- Hôtel Tallemant: v roce 1642 jej nechal vystavět Gédéon Tallemant.[77]
- Hôtel Le Tellier: V 17. století zakoupil na místě dnešního paláce pozemky Jean-Baptiste Scarron, královský rádce a sekretář. Palác koupil v roce 1640 královský rádce Philippe II. de Coulanges. Palác získalo město Paříž v roce 1978 zřídilo v něm Dům Evropy (Maison de L'Europe).[78]
- Hôtel de la Tour du Pin: vystavěn pro markýze de la Tour du Pin a v roce 1724 přestavěn do dnešní podoby.[79]
- Hôtel de Vaucresson: palác byl v roce 1776 vystavěn pro královského sekretáře Jeana-Baptistu Truitié de Vaucresson.[80]
- Hôtel de Vigny: V letech 1618–1619 nechal palác vybudovat královský rada a válečný komisař Charles Margonne. V roce 1627 palác získal finančník Jacques Bordier, který jej nechal zvětšit. Objev malovaných stropů v roce 1961 vyvolal kampaň za záchranu paláce a dům byl v rámci obnovy čtvrtě Marais restaurován. Do 31. 12. 2008 zde sídlilo Národní dokumentační centrum kulturního dědictví (Centre national de documentation du patrimoin). Ministerstvo kultury prodává palác spolu se sousedícím Hôtel de Croisilles za minimální cenu 35 miliónů eur.[81]
- Hôtel de Villeflix: v roce 1645 nechal královský rada François de Montescot zbořit starý palác a na jeho místě vystavět (do roku 1647) dva paláce. Kromě tohoto ještě Hôtel de Montescot. Roku 1656 palác získal prezident pařížského parlamentu Louis de Bailleul a v roce 1695 správce královské finanční komory Louis François Vireau de Villeflix.[82]
- Hôtel de Voysin: palác byl v letech 1659–1720 majetkem rodiny Le Roy.[83]

### Další turistické zajímavosti

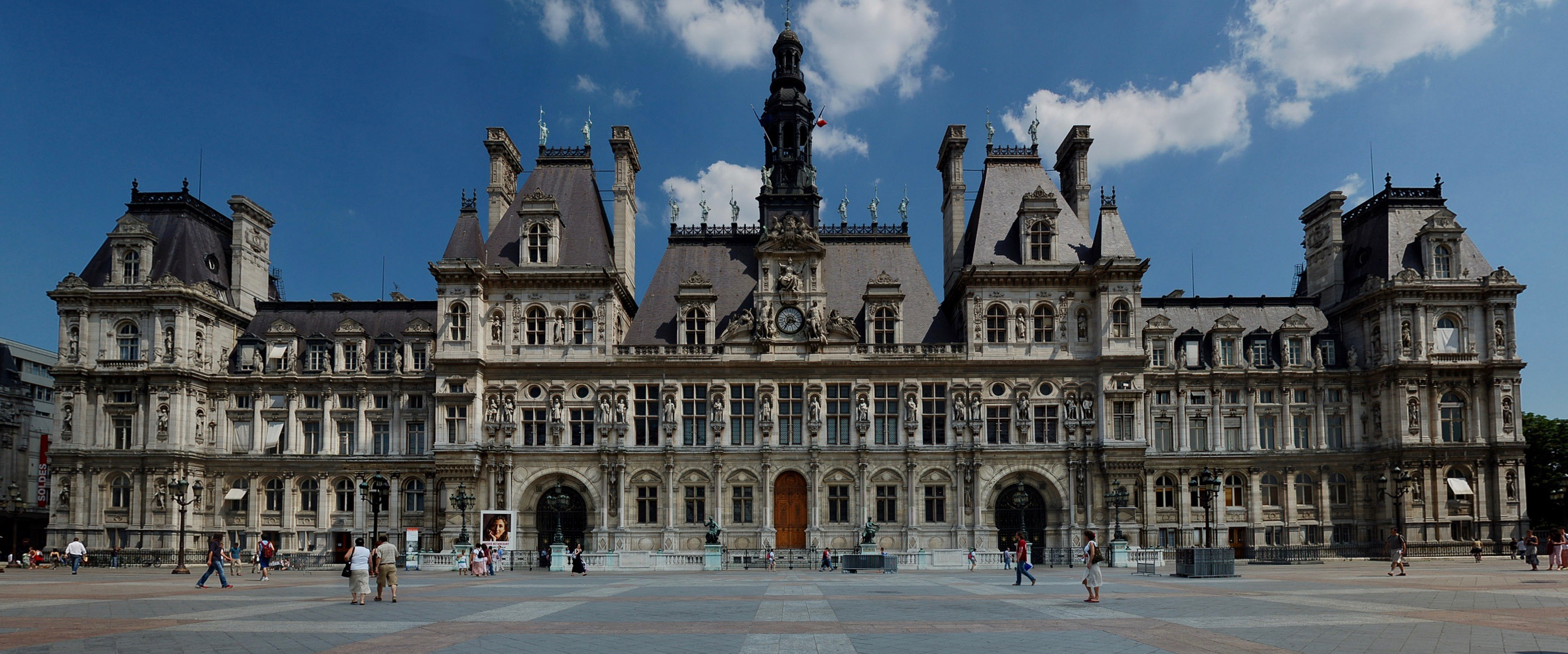
Pařížská radnice

- Place de l'Hôtel-de-Ville: náměstí před pařížskou radnicí sloužilo od středověku jako tržiště i jako místo poprav. Po Bartolomějské noci v roce 1572 zde byli popraveni hugenoti a také za Velké francouzské revoluce zde stála jedna z gilotin. Do roku 1830 se náměstí jmenovalo Place de Grève. Náměstí se svažovalo k Seině, kde končilo písčitým svahem. U něho bylo vybudováno přístaviště pro lodě přivážející zboží na trh. Ve francouzštině la grève v původním významu znamená písčitý břeh. V 19. století náměstí před radnicí bývalo častým místem shromáždění nezaměstnaných. Slovo grève tak získalo v moderní francouzštině nový význam – stávka odvozené od názvu tohoto náměstí. Dominantou náměstí je radnice Hôtel de Ville de Paris. Původní budova radnice ze 17. století vyhořela v roce 1871 při bojích za Pařížské komuny. Současná budova byla postavena podle původních plánů v letech 1874–1878.

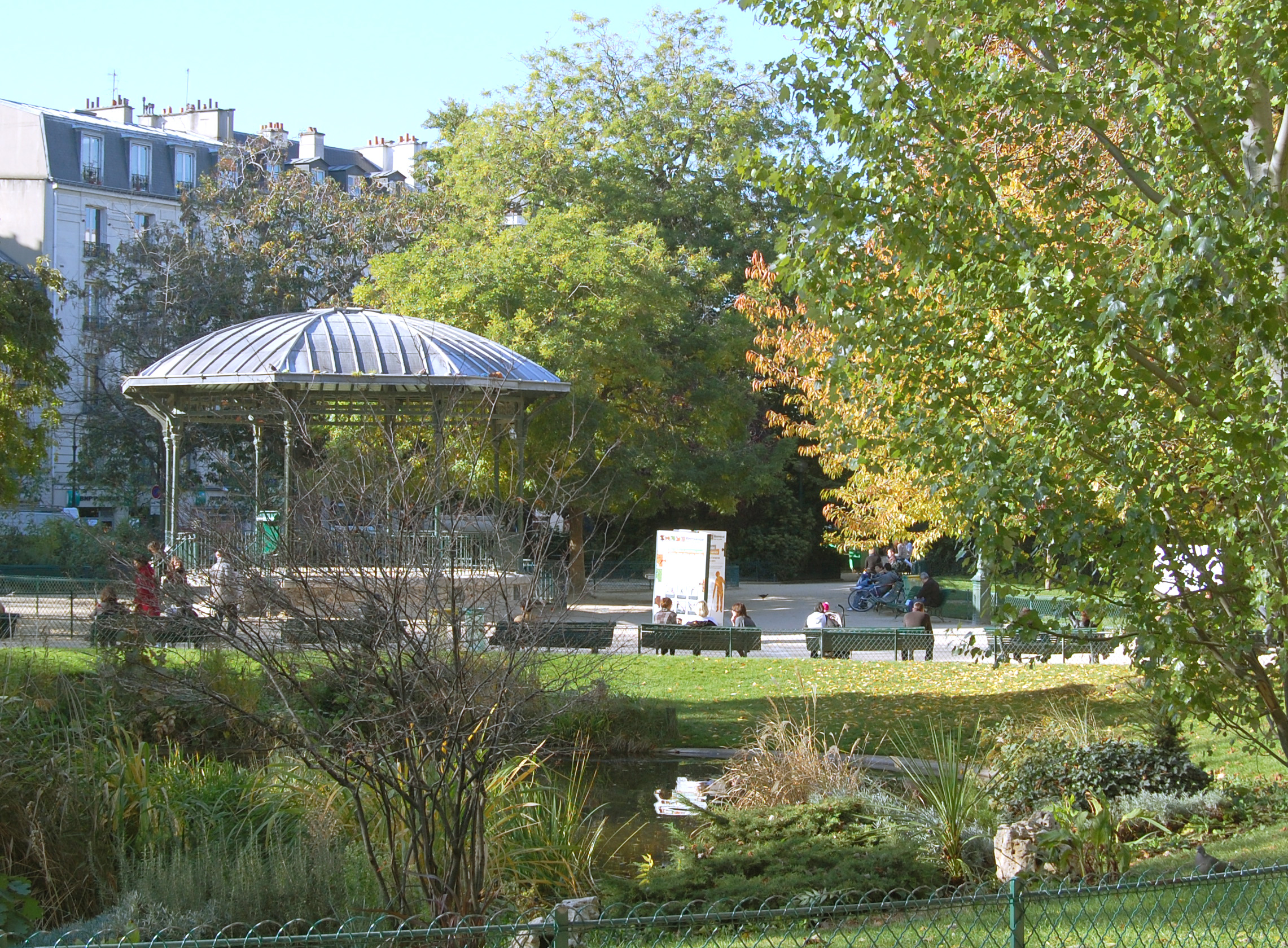
Square du Temple

- Square du Temple: náměstí obklopené kvadraturou renesančních staveb, s parkovou úpravou v místech, kde stávalo původní centrum templářů, respektive palác velkopřevora. Po zrušení řádu Filipem IV. Sličným přešel opevněný klášter do rukou johanitů. V roce 1792 zde byli vězněni Ludvík XVI. a Marie Antoinetta. Celá enkláva se rozkládala na ploše zhruba 6,5 ha. Jednotlivé templářské budovy byly postupně zbořeny během 19. století.
  - 'Jezdecký pomník Jindřicha IV. (1880
- Place des Vosges (Vogézské náměstí): původně zde stál královský palác Tournelles, který byl po paláci na ostrově Cité, Louvru a nedalekém paláci Saint-Pol čtvrtým královským palácem v Paříži. Palác nechala po smrti svého manžela krále Jindřicha II. v roce 1559 zbořit Kateřina Medicejská. Místo poté sloužilo jako koňský trh a až král Jindřich IV. zde v roce 1605 založil náměstí. Čtvercové prostranství je obklopeno 36 domy. Uprostřed jižní fronty se nachází Králův pavilon (Pavillon du Roi) a v protější severní řadě Královnin pavilon (Pavillon de la Raine). Navzdory jejím názvům nebyly určeny k pobytu panovníka, ale jeho úředníků nebo šlechty. Ta sídlila i v ostatních domech, které sloužily jako městské paláce a proto i ony mají svá jednotlivá pojmenování podle svých tehdejších majitelů. Náměstí bylo dokončeno v roce 1612 a stalo se vzorem i pro jiná pařížská náměstí, např. náměstí Vendôme. Původně se jmenovalo Královské náměstí (Place Royale), dnešní název pochází z roku 1800 na počest departementu Vosges, který jako první zaplatil nově předepsané daně.[84]

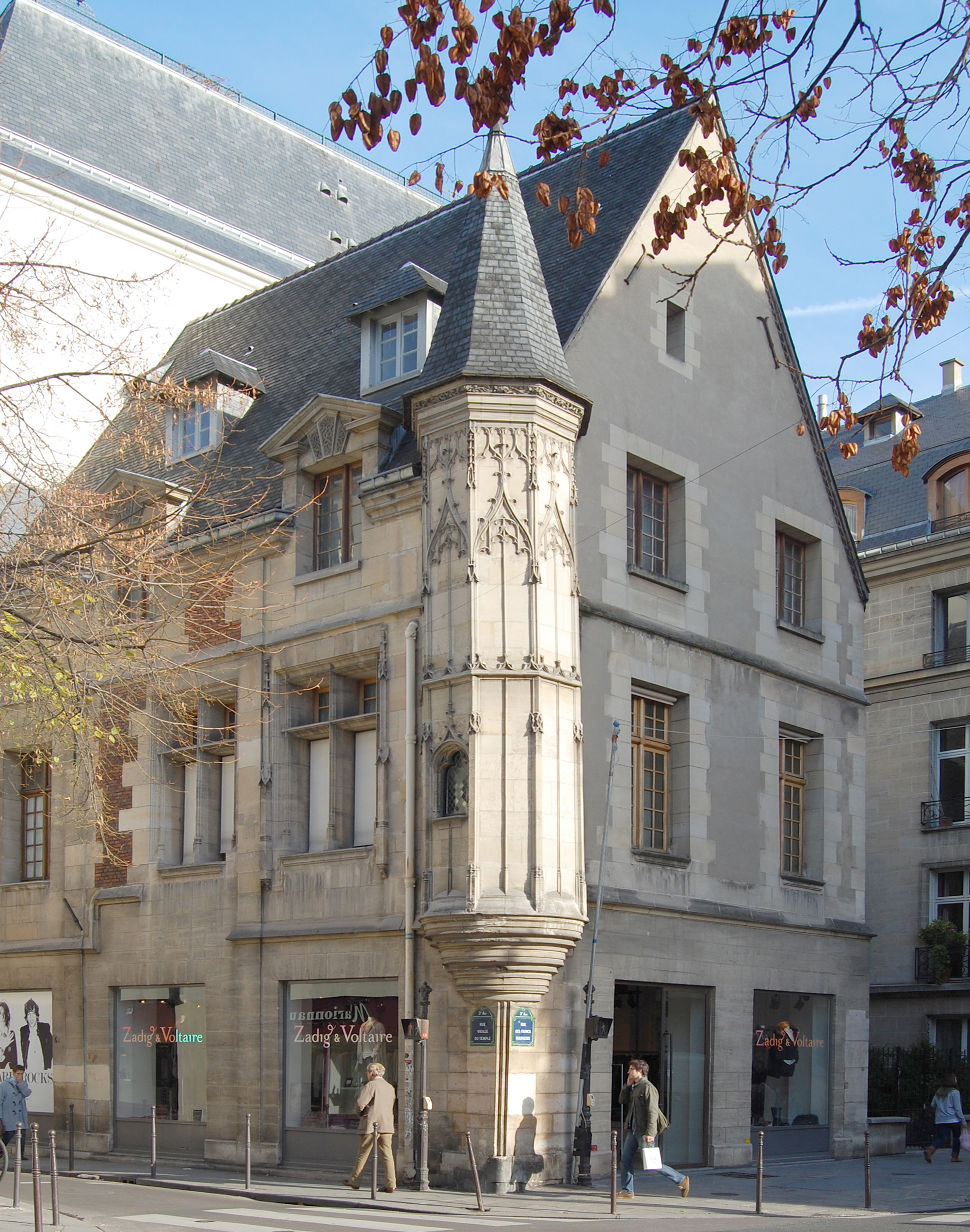
Dům Jeana Herouëta

- Dům Nicolase Flamela v Rue de Montmorency č. 51 je nejstarší dochovaný dům v Paříži, který nechal roku 1407 postavit městský notář Nicolas Flamel s manželkou Pernellou. Dům byl ovšem v roce 1900 značně upraven.
- Rue Volta č. 3: hrázděný dům, který byl považován za nejstarší dochovaný dům v Paříži z období kolem roku 1300. Teprve při historickém průzkumu v roce 1978 se zjistilo, že se jedná o napodobeninu středověkého měšťanského domu ze 17. století.
- Dům Jeana Héruëta: dům si nechal postavit kolem roku 1500 sekretář a pokladník vévody d'Orleáns a pozdějšího krále Ludvíka XII. Dům je charakteristický svou věží (arkýřem) z roku 1510. V 19. století byl dům přestavěn pro obchodní účely. Na konci 19. století měl být zbořen, ale podařilo se jej zachránit. Při bombardování v roce 1944 byl sice zasažen, ale v 60. letech byl restaurován.
- Village Saint Paul: malá čtvrť ve čtvrti Marais. Rozkládá se mezi ulicemi Jardins-Saint-Paul, Charlemagne, St-Paul a Ave Maria, které jsou propojeny malými náměstíčky, dvorky a průchody. Nacházejí se zde obchody se starožitnostmi, uměleckými předměty, galerie apod. Domy se po druhé světové válce nacházely ve velmi špatném stavu. V roce 1971 po vyhlášení záchranného programu byly renovovány. V Rue des Jardins-Saint-Paul se dochovala největší část středověkých městských hradeb z dob Filipa II. Augusta.
- Památník neznámého židovského mučedníka (Mémorial du Martyr Juif Inconnu): zřízen roku 1956 v Rue Geoffroy-l'Asnier na paměť umučených Židů během války. V budově sídlí archiv židovského dokumentačního centra. V roce 2005 byl památník přeměněn na Mémorial de la Shoah (Památník holokaustu).
- Muzeum umění a řemesel (Musée des arts et métiers): nejstarší muzeum vědy a techniky v Evropě. Sídlí v budově stejnojmenné konzervatoře.

## Komunity v Marais

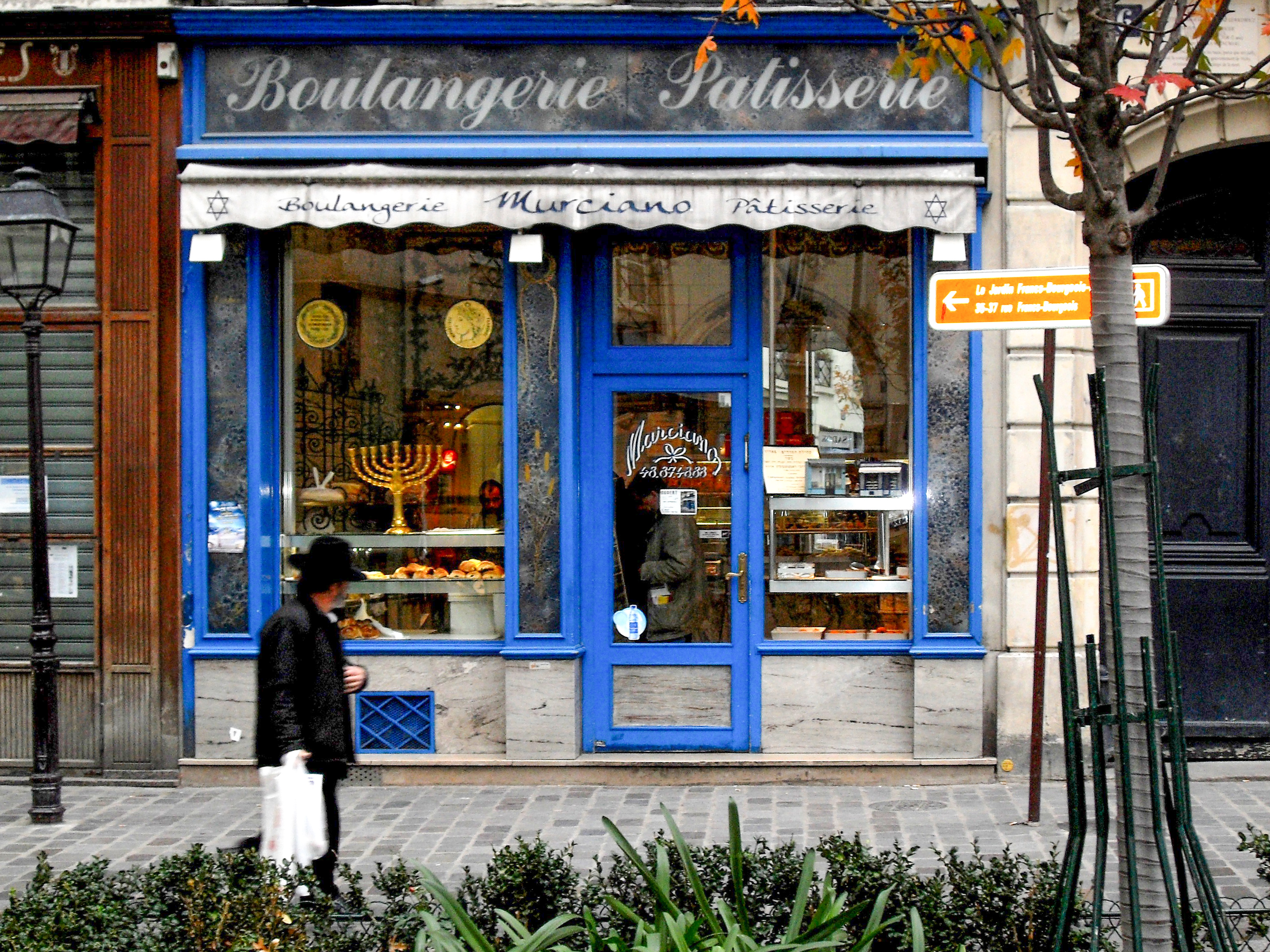
Židovská pekárna v Rue des Rosiers

Marais je známé jako centrum několika komunit, které se během doby na jeho území vytvořily.

### Židovská čtvrť
Marais je historické centrum židovského života v Paříži. Židé ve čtvrti v malém počtu sídlili už na počátku 19. století. Ale teprve na přelomu 19. a 20. století se zde vytvořila silná židovská společnost. Marais se stalo novým domovem mnoha aškenázských židů z východní Evropy (především Ruska a Polska), kteří nacházeli ve čtvrti nízké nájemné a posílili tak charakteristiku Marais jako židovské čtvrti. Tato doba rozvoje židovské komunity trvala však relativně krátce. Po roce 1940, kdy nacistické Německo ovládlo Francii, se židovská populace stala obětí holokaustu. Mnohé pamětní desky u vchodů veřejných budov připomínají neblahý osud jejich obyvatel.
Dnešní oblast obývaná židovskou komunitou je mnohem menší, než před druhou světovou válkou. Nazývá se Pletzl (v jidiš „náměstíčko“ jako opak k velkému Place des Vosges) a soustřeďuje se především kolem Rue des Rosiers, Rue des Écouffes a Rue Ferdinand-Duval. Ve čtvrti má sídlo televizní kanál pro židovskou komunitu ve Francii (Télévision française juive).

### Čínská čtvrť
Severní část Marais spolu se sousední čtvrtí Belleville je také domovem nejstarší čínské komunity v Paříži. Obyvatelé čínského původu se koncentrují kolem Rue du Temple a nedaleko Place de la République.
První vlna čínské imigrace spadá do období první světové války, kdy Francie požádala Čínu o pracovní výpomoc namísto Francouzů, kteří byli mobilizováni. Čína pak do Francie vyslala na práci více než 150 000 svých státních příslušníků za podmínky, že nebudou nasazeni do bojů. Po válce jich ve Francii přibližně 3000 zůstalo a místní se usídlili kolem Rue au Maire. Dneska jsou jejich obchodní činností v mnoha případech klenotnictví a kožená galanterie. Nová vlna přistěhovalectví z Číny a Vietnamu proběhla v letech 1955–1975 z politických i ekonomických důvodů. Noví přistěhovalci vytvořili druhou, mnohem rozsáhlejší asijskou čtvrť na jihovýchodě Paříže nedaleko Porte de Choisy ve 13. obvodu.

### Gay a lesbická čtvrť

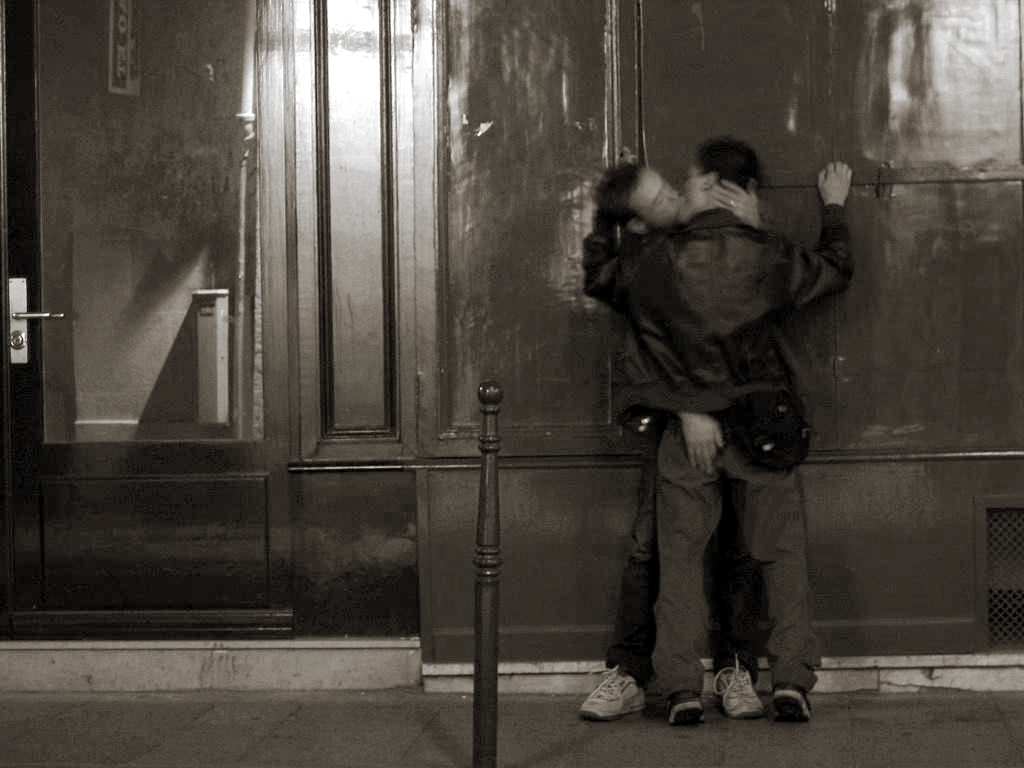
Dvojice v Rue Vieille-du-Temple

Paříž je městem s činorodou homosexuální komunitou. V červnu se každoročně koná Gay Pride, kterou v roce 2008 navštívilo kolem půl miliónu lidí. Ve Francii je od roku 1999 uzákoněno registrované partnerství pod názvem Občanský pakt solidarity (Pacte civil de solidarité), které lze uzavřít bez ohledu na pohlaví a od roku 2013 mohou homosexuálové uzavírat manželství. Také pařížský starosta Bertrand Delanoë se ještě před svým zvolením do funkce v roce 2001 otevřeně přihlásil ke své stejnopohlavní náklonnosti. V roce 2002 začala ve Francii vysílat kabelová televize pro homosexuály Pink TV.
Na počátku 80. let 20. století ve čtvrti začaly vznikat podniky pro gaye, které se do té doby ojediněle vyskytovaly na levém břehu Seiny. V roce 1983 se do čtvrti přestěhovalo knihkupectví Les Mots à la Bouche, které se během let stalo kulturním centrem zdejší komunity. První podniky se etablovaly především kolem Rue Sainte-Croix-de-la-Bretonnerie, druhou ústřední ulicí je paralelní Rue de la Verrerie. Původní převážně noční život v klubech a barech se na konci 80. let (i přes epidemii nemoce AIDS v komunitě) rozšířil, takže dnes život komunity pokračuje přes celý den. Přespěly k tomu i další nabídky služeb jako restaurace, butiky, hotel, realitní kancelář, cestovní kancelář, posilovny, sauny, parfumérie, holičství nebo cukrárny. Ve čtvrti sídlila redakce společenského LGBT magazínu Têtu než přesídlila do 14. obvodu. Do čtvrti se rovněž sestěhovala řada gayů, kteří si zde mohli dovolit koupit či pronajmout nemovitost.
Jako nomen omen může vzhledem k tomuto charakteru čtvrti Marais dnes působit jméno ulice Rue des Mauvais-Garçons (ulice Zlých (Ostrých) hochů). Tento název ovšem pochází už ze středověku a měl odkazovat na ulici, ve které bydlelo nepřizpůsobivé obyvatelstvo.

## Osobnosti v Marais
Se čtvrtí Marais je spojeno mnoho významných historických i současných osobností, které ve čtvrti žily a působily, nebo jsou s ní jejich osudy jinak svázány.
- Gabriele d'Annunzio, italský básník si v letech 1914–1915 pronajal přízemní byt v Rue Geoffroy-l'Asnier č. 26.
- Honoré de Balzac, francouzský spisovatel bydlel v Rue de Lesdiguières v domě dnes již zbořeném.
- Charles Baudelaire, francouzský básník v roce 1858 bydlel v Rue Beautreillis č. 22.
- Pierre-Augustin Caron de Beaumarchais, francouzský dramatik v letech 1776–1788 provozoval v Rue Vieille-du-Temple č. 47 obchod se zbraněmi na podporu americké války za nezávislost. Vlastnil rovněž palác na boulevardu Beaumarchais. Palác byl zbořen v roce 1822, dnes na jeho místě stojí domy č. 2–20.
- Alphonse Daudet, francouzský spisovatel bydlel v letech 1876–1879 v zahradním domku Hôtelu de Richelieu na Place des Vosges č. 21. Napsal zde svůj román Králové ve vyhnanství.
- Georges Dufrénoy, postimpresionistický malíř žil po celý život (1870–1943) na Place des Vosges č. 2.
- Isadora Duncanová, americká tanečnice bydlela v roce 1909 na Place des Vosges v č. 1 bis.
- Théophile Gautier, francouzský spisovatel bydlel v letech 1822–1831 v Rue Elzévir v domě č. 4.
- Jules Hardouin-Mansart, francouzský architekt je pohřben v kostele Saint-Paul-Saint-Louis
- Victor Hugo, francouzský spisovatel bydlel v letech 1832–1848 na Place des Vosges v č. 6.
- Miou-Miou, francouzská herečka, která zde bydlí.
- Molière, francouzský dramatik bydlel v Rue des Jardins-Saint-Paul v domě, který stál na místě dnešního domu č. 6.
- Jim Morrison, americký zpěvák zemřel v roce 1971 v Rue Beautreillis č. 17.

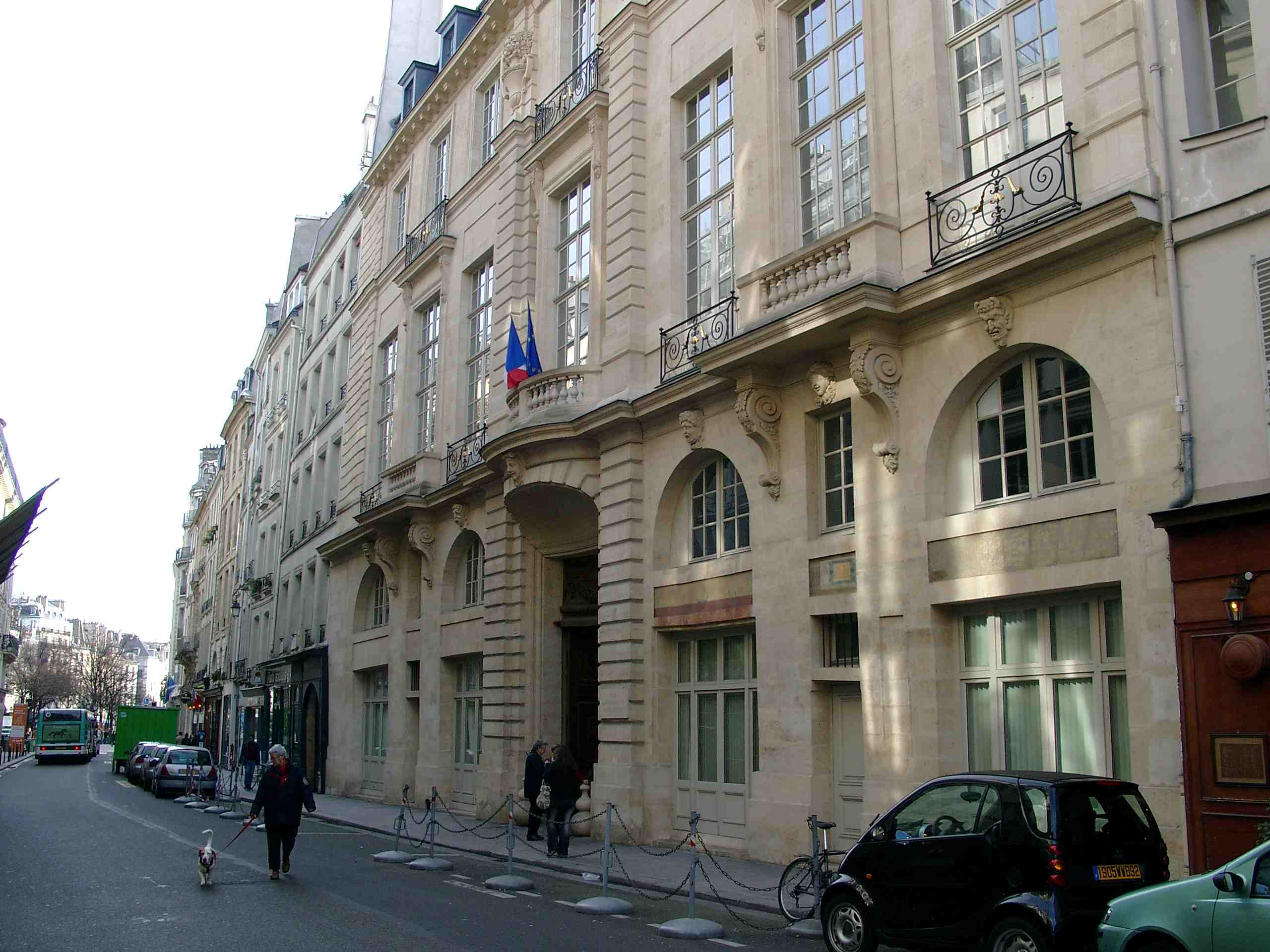
Hôtel de Beauvais

- Wolfgang Amadeus Mozart, rakouský skladatel jako sedmiletý bydlel v zimě 1763–1764 v rezidenci bavorského velvyslance v Hôtel de Beauvais v Rue François-Miron č. 68.
- François Rabelais, francouzský spisovatel, zemřel v roce 1553 v Rue des Jardins-Saint-Paul č. 2.
- Rachel (vlastním jménem Élisa Félix), herečka, která měla nemanželského syna s napoleonovým nemanželským synem Alexandrem Colonna-Walewskim bydlela v roce 1857 v Hôtel de Chaulnes na Place des Vosges č. 9.
- Victorien Sardou, francouzský básník se v roce 1831 narodil v Rue Beautreillis č. 16.
- Markýza de Sévigné se narodila v roce 1626 na Place des Vosges v č. 1. V letech 1645–1650 bydlela v Rue des Lions-Saint-Paul v č. 11, od roku 1677 bydlela v Hôtel Carnavalet v Rue de Sévigné.
- Georges Simenon, spisovatel belgického původu si v roce 1923 pronajal byt v Hôtel de Richelieu Place des Vosges č. 21.
- Karel Toman, český básník bydlel v roce 1905 v Rue des Jardins-Saint-Paul č. 23.
- Eugène-François Vidocq, zakladatel francouzské policie si zřídil svou kancelář v roce 1833 v Rue Cloche-Perce v domě č. 12 (dnes již zbořeném) a v roce 1836 přesídlil do Rue du Pont-Louis-Philippe č. 20.

- literární postava mylady de Winter z románu Tři mušketýři Alexandra Dumase st. bydlela na Place des Vosges v č. 6.

## Čtvrť Marais ve filmu
Hôtel de Rohan-Guéménée se objevil v komedii z roku 1973 Muž z Acapulca s Jeanem Paulem Belmondem a Jacqueline Bisset.
Hôtel de Beauvais byl kulisou v několika francouzských filmech, např. Bankéřka z roku 1980 s Romy Schneider nebo v životopisném filmu Camille Claudel z roku 1988, kde sochařku Claudelovou hraje Isabelle Adjaniová a Gérard Depardieu představuje sochaře Augusta Rodina.
Ve filmu Paříži, miluji tě z roku 2006 je této čtvrti věnována třetí povídka Le Marais (režie Gus Van Sant) o zvláštním vztahu dvou mladíků.

## Galerie (paláce)

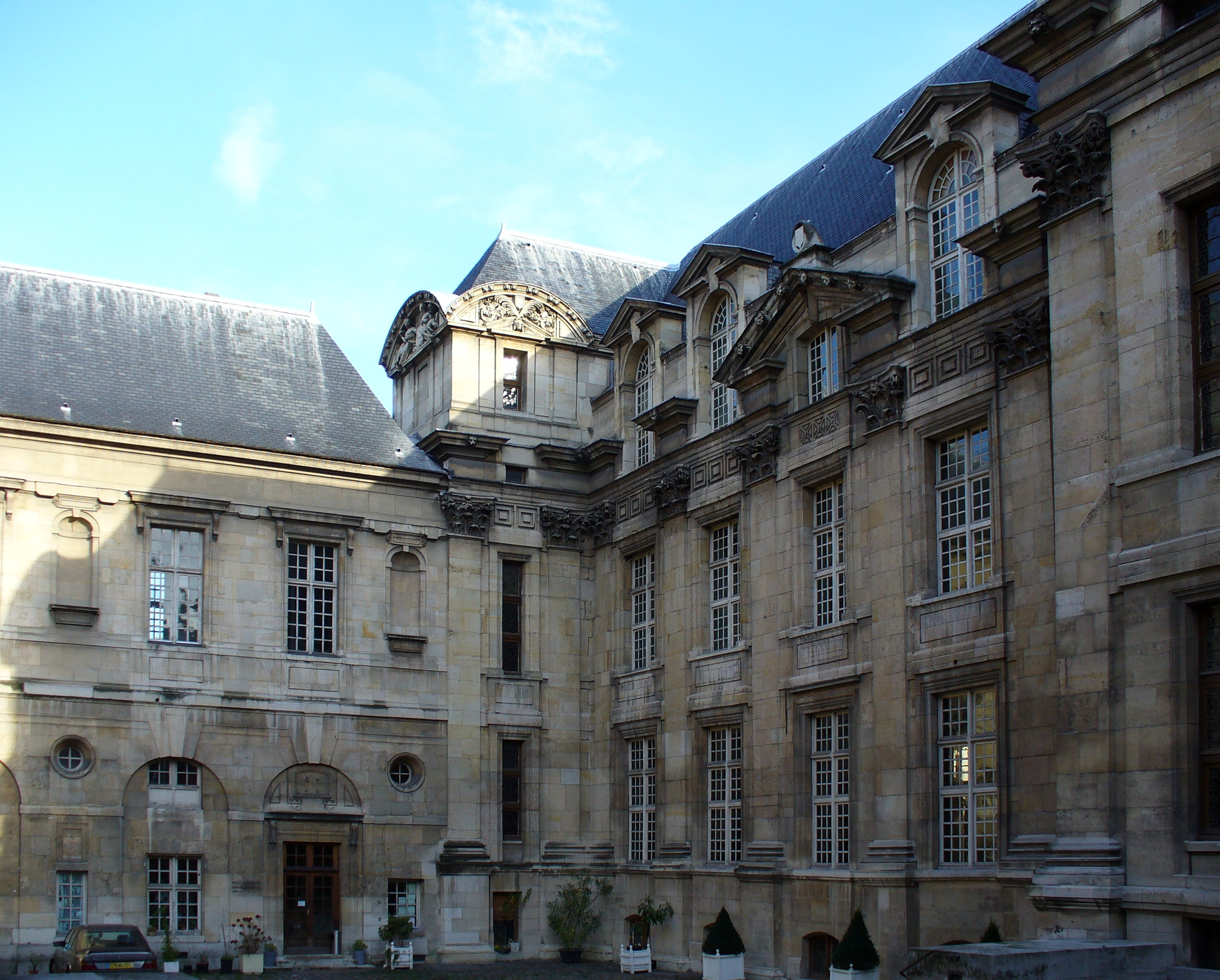
Hôtel d'Angoulême-Lamoignon (nádvoří)
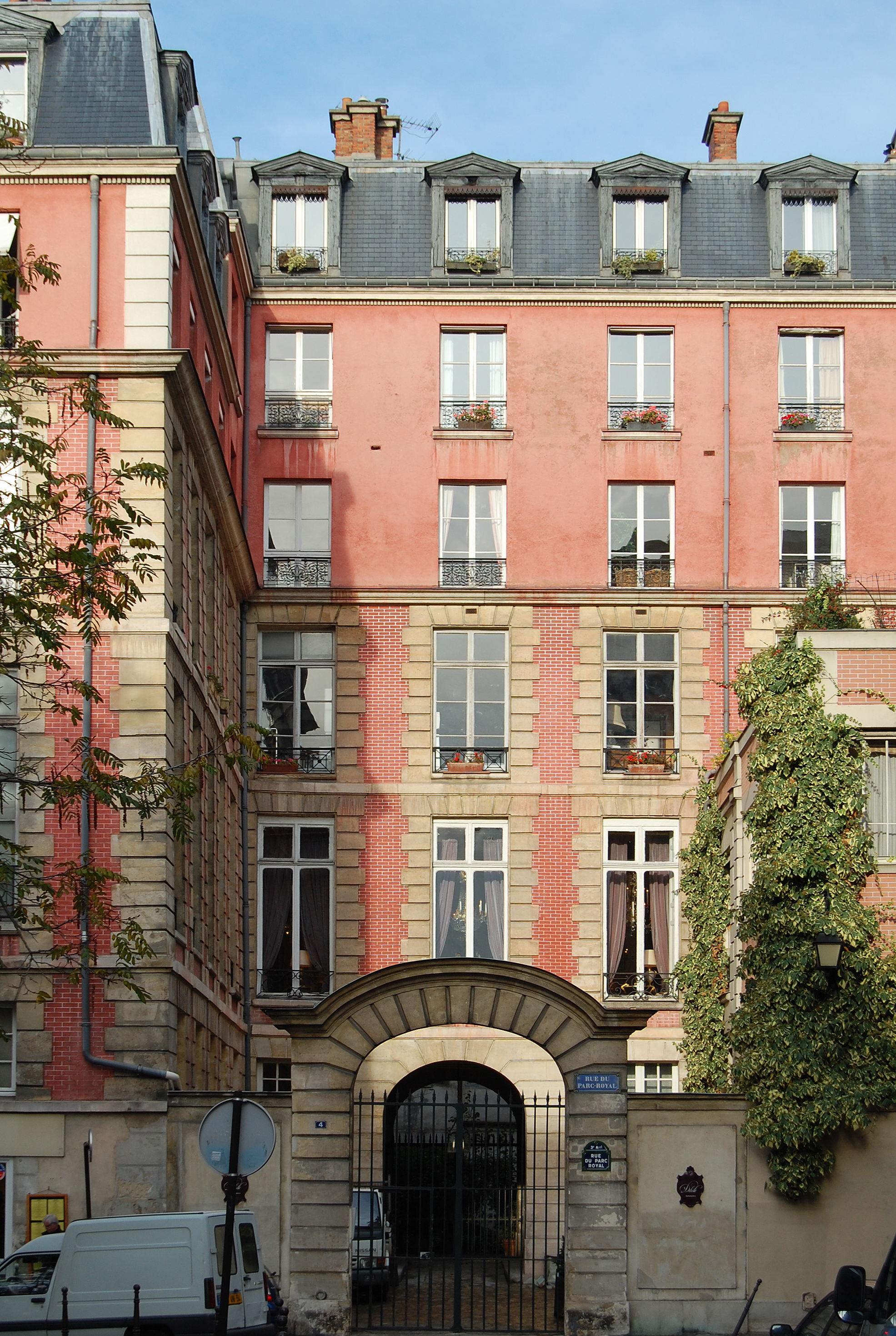
Hôtel Canillac
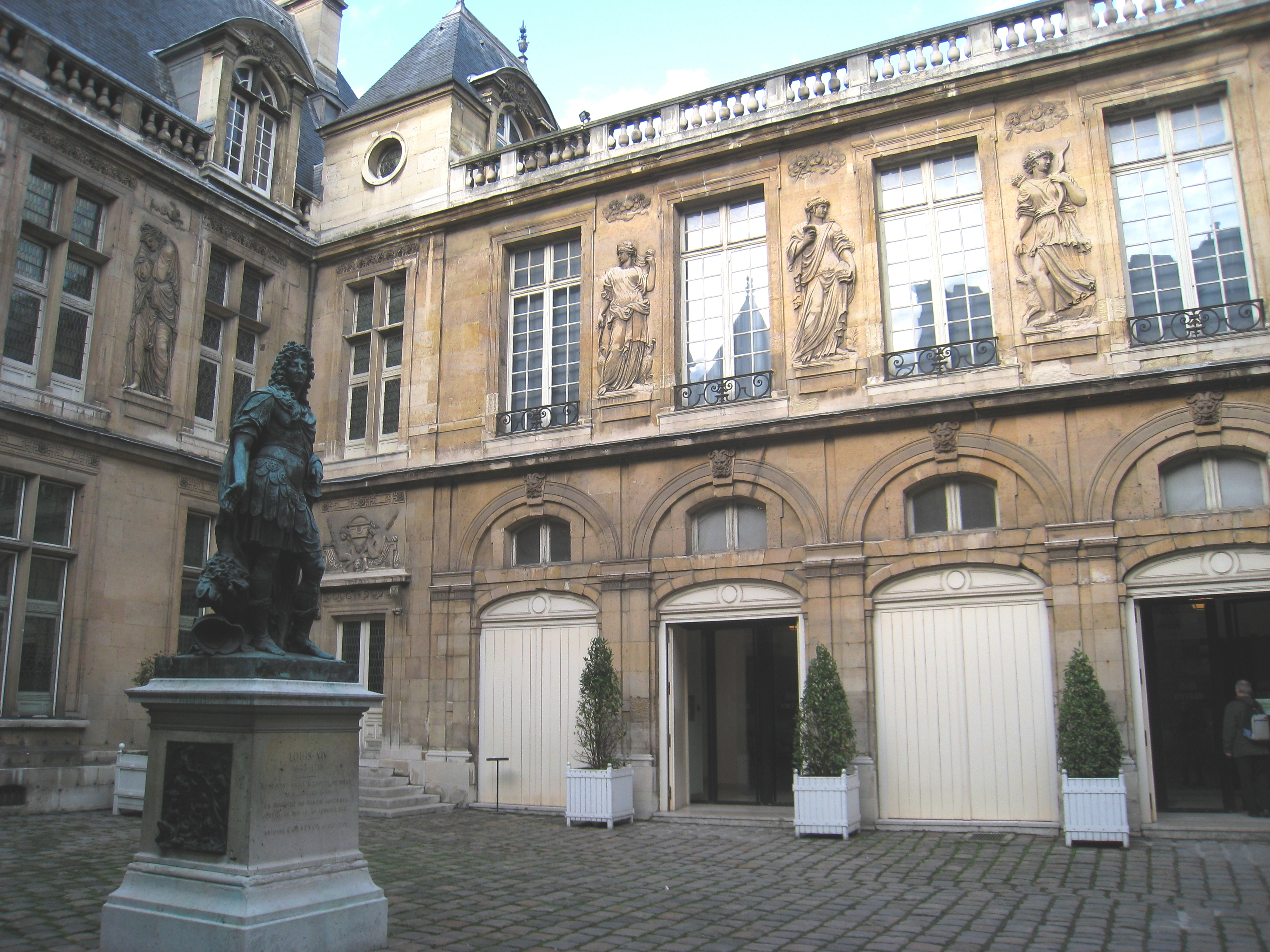
Hôtel Carnavalet (nádvoří)
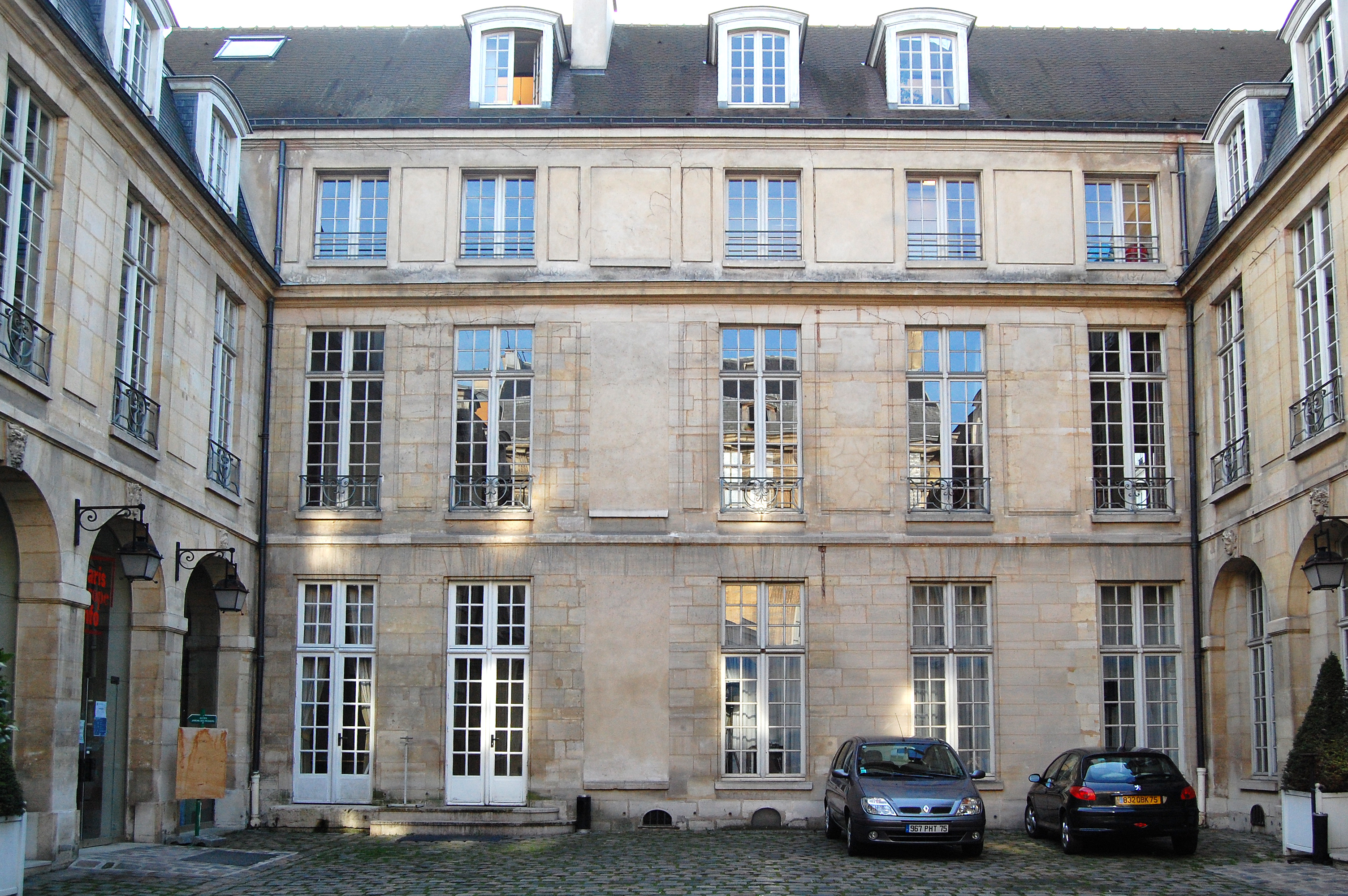
Hôtel de Coulanges (nádvoří)
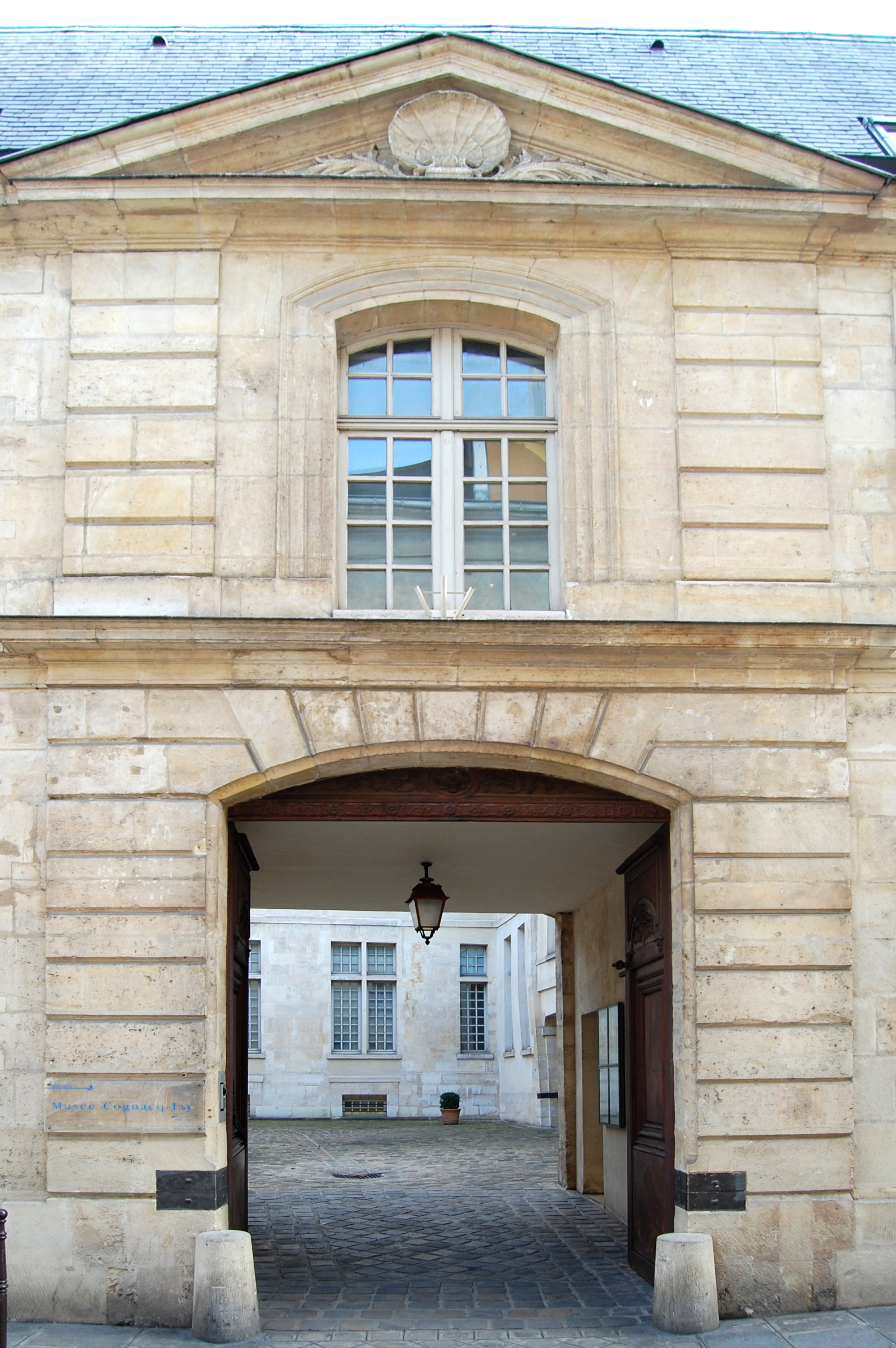
Hôtel de Dondon (vstupní brána)
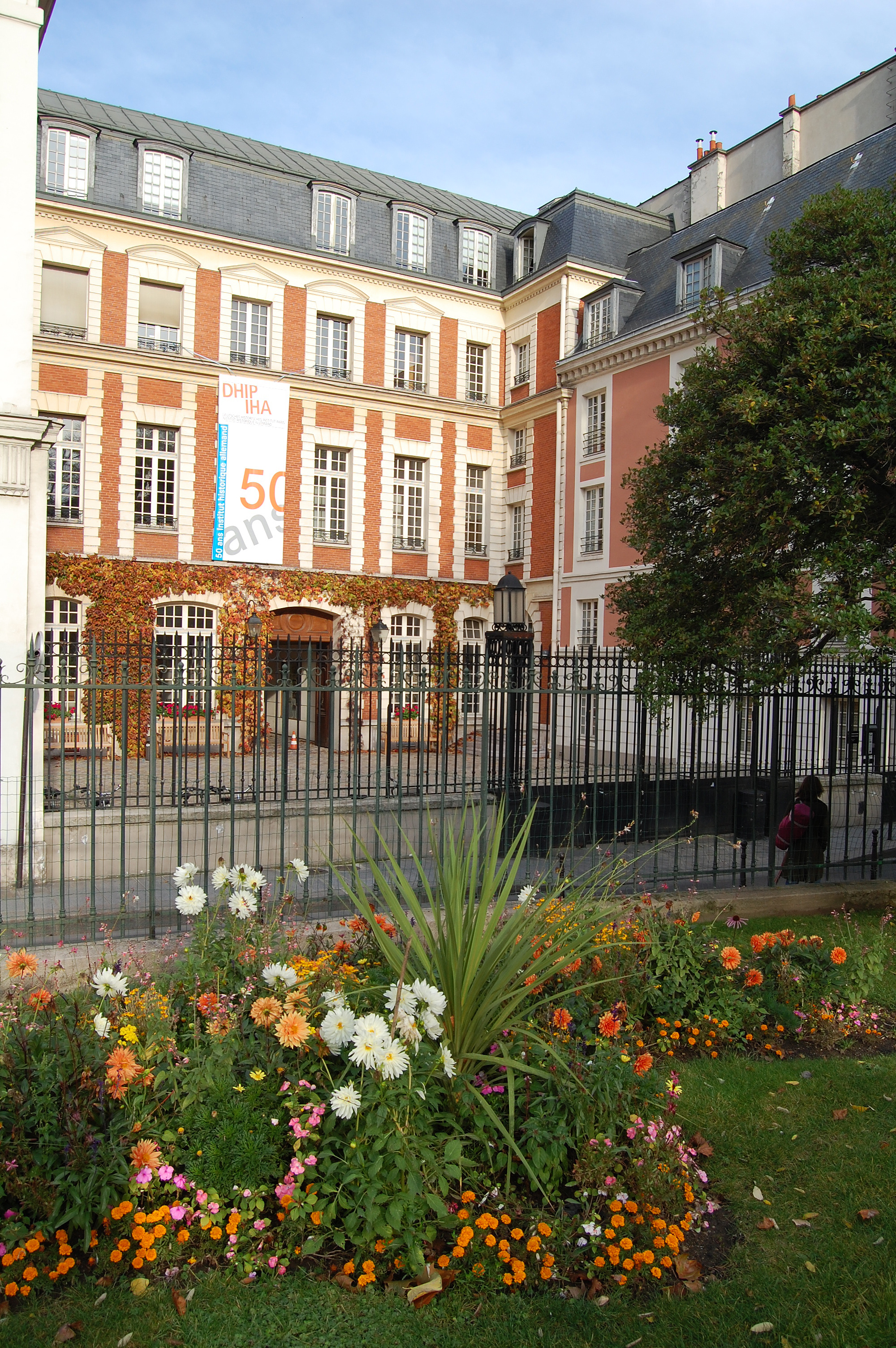
Hôtel Duret de Chevry
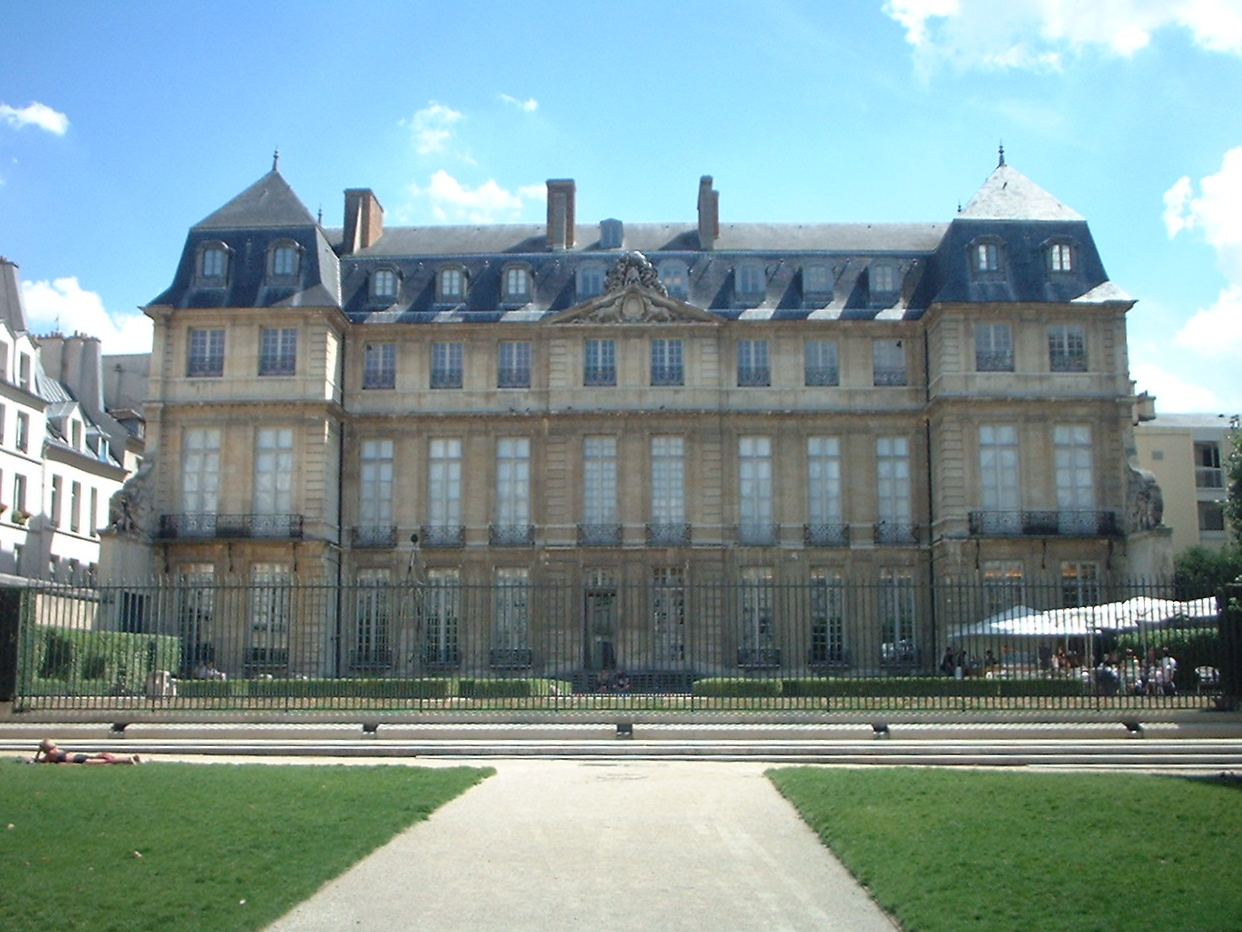
Zahrady Picassova muzea (Hôtel Salé)
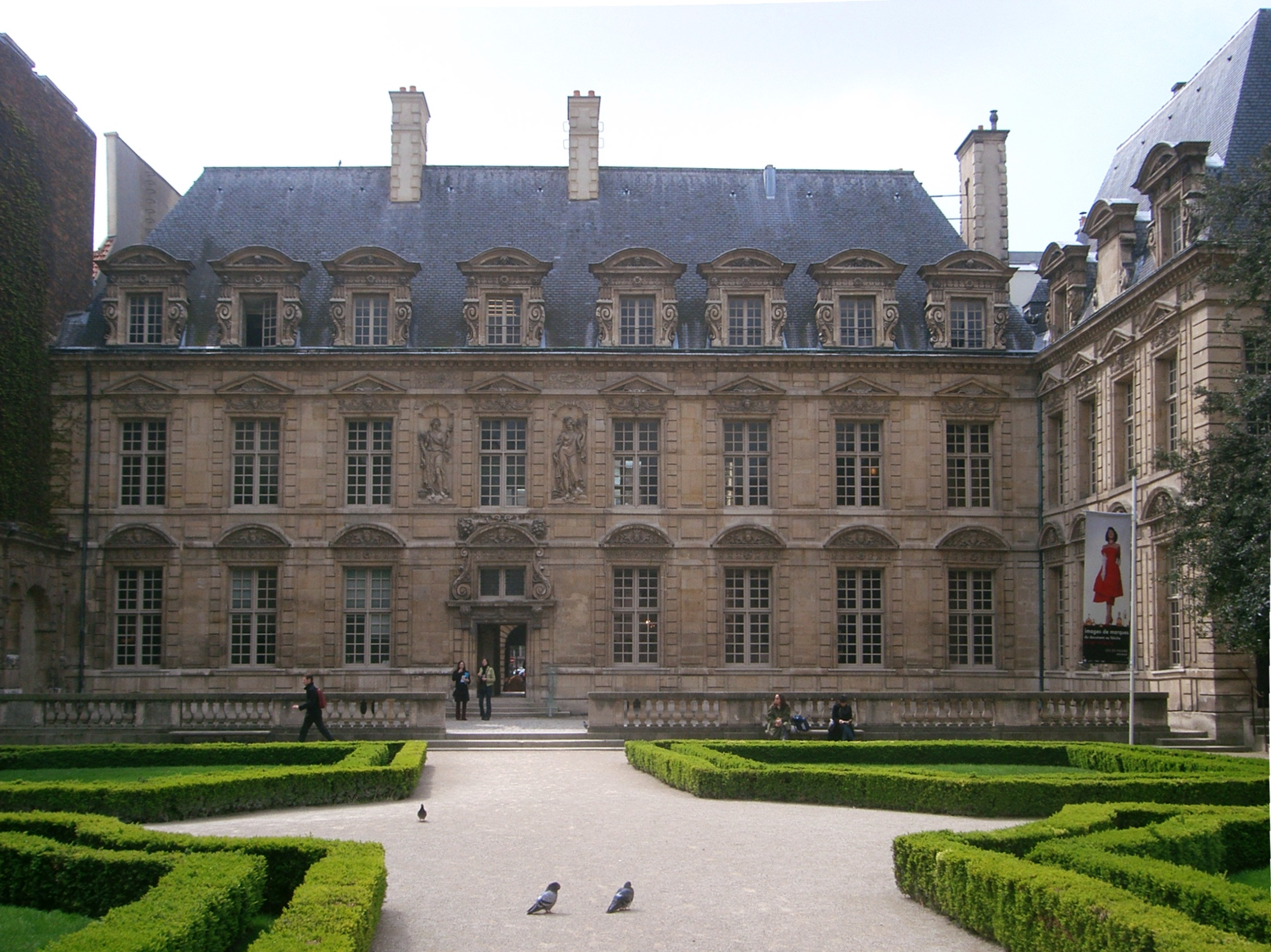
Hôtel de Sully (zahrady na nádvoří)